# الخلافة الراشدة
الخِلافةُ الرَّاشِدَة، أو الخِلافةُ الرَّاشِدِيَّة، أو دولةُ الخُلَفاءِ الرَّاشِدين، هي أولى دُول الخِلافة الإسلاميَّة التي قامت عقِب وفاة الرسول مُحمَّد يوم الاثنين 12 ربيع الأوَّل سنة 11هـ، المُوافق 7 يونيو سنة 632م، وهي دولةُ الخِلافة الوحيدة التي لم يكن الحكم فيها وراثيًّا؛ فقد كان قائمًا على الشورى، عكس دول الخِلافة التالية؛ فقد كان الحُكمُ فيها قائمًا على التوريث.
توالى على حكم الدولة أربعة خُلفاء من كِبار الصحابة، وجميعهم من العشرة المُبشرين بالجنَّة، وِفق المُعتقد الإسلامي السُنّي تحديدًا، وهم: أبو بكر الصدّيق وعُمر بن الخطَّاب وعُثمان بن عفَّان وعليّ بن أبي طالب، يُضاف إليهم الحسن بن عليّ بن أبي طالب الذي يعدّ البعض عهده القصير في الحكم مُتممًا لعهد الأربعة الذين سبقوه. اشتهر الخُلفاءُ الراشدون بالزُهد والتواضع، وعاشوا حياتهم دون أية أبَّهة وبشكلٍ مُماثل لباقي الناس، ويتَّفقُ عُلماء أهل السنَّة والجماعة أنَّهم أفضل حكَّام المُسلمين وأعدلهم، وأنَّهم كلَّهم سواسية ولا فضل لأحدٍ على آخر، بينما ينقسم الشيعة حول هؤلاء الخلفاء إلى رأيين: الأول هو رأي الشيعة الاثنا عشريَّة والإسماعيليَّة الذين يعتبرون عليّ بن أبي طالب هو الأحقَّ بالخِلافة، وأنَّ النبي مُحمَّدًا أوصى له بها؛ فهي من حق أهل بيت مُحمَّدٍ فقط وقد اغتُصبت منهم، ولهذا فهم يتخذون موقفًا سلبيًّا من الراشدين الثلاثة الأوائل. وأما الرأي الثاني فهو رأي الشيعة الزيديَّة القائل بخِلافة المفضول مع وجود الأفضل؛ أي إنَّ عليًّا أحقُ بالخِلافة لكنَّهم يقرّون بصحَّة خلافة أبي بكر وعُمر وعُثمان. كذلك ظهرت خِلال أواخر هذا العهد طوائف أخرى، بفعل الانقسام الذي حصل بين المُسلمين؛ منها من بالغ في حب عليّ بن أبي طالب، ومنها من بالغ في كرهه.
بلغت الخِلافةُ الرَّاشِدة أوج اتساعها خلال عهد الخليفة الثالث عُثمانَ بنِ عفَّان؛ فامتدت أراضيها من شبه الجزيرة العربيَّة إلى الشام فالقوقاز شمالًا، ومن مصر إلى تونس غربًا، ومن الهضبة الإيرانيَّة إلى آسيا الوسطى شرقًا، وبهذا تكون الدولة قد استوعبت أراضي الإمبراطوريَّة الفارسيَّة الساسانيَّة كافَّة، وحوالي ثُلثيْ أراضي الإمبراطوريَّة البيزنطيَّة. وقد وقعت أغلب الفتوحات الإسلاميَّة في عهد الخليفة الثاني عُمر بن الخطَّاب، وأخذت القبائل العربيَّة تتوطن في البلاد الجديدة، وتعمل على نشر الإسلام بين أهلها، فأصابت في ذلك نجاحًا كبيرًا؛ حيث اعتنقت الأغلبيَّة الساحقة من أهالي تلك البلدان الإسلام خلال السنوات اللاحقة، وقد برز في عهد الخِلافة الراشدة أسماء عدد من القادة العسكريين الذين احتلّوا منذ ذلك الحين مكانةً مرموقة في عالم الفاتحين التاريخيّين؛ منهم: خالد بن الوليد وعمرو بن العاص وسعد بن أبي وقَّاص. وكان اتساع الدولة سببًا في جعل العرب يقتبسون لأوَّل مرَّة النظم الإداريَّة الأجنبيَّة؛ فاتبعوا التنظيمات والتقسيمات الإداريَّة البيزنطيَّة والفارسيَّة، وأبقوا على بعضها كما هو، وأدخلوا تعديلاتٍ على أخرى حتى تتناسب مع الظروف المُعاصرة.
أخذت المشاكل تدبُّ في جسم دولة الخِلافة الراشدة خلال عهد عُثمان بن عفَّان، عندما وقع الانقسام بين المُسلمين لأوَّل مرَّة ممَّا أدّى إلى مقتل عثمان، وتفاقمت المشاكل لاحقًا في عهد علي بن أبي طالب، وقد انتهى العهد الراشِدي واقعيًّا بعدما تحاكم عليّ ومُعاوية بن أبي سُفيان، بعد رفع المصاحف في معركة صفين؛ فانقسمت الدولة على إقليمين، أحدهما خاضعٌ لعليّ والآخر لمُعاوية، وانتهت تمامًا بعد أن تنازل الحسن بن علي عن الخِلافة لمُعاوية في عام الجماعة، حقنًا لدماء المُسلمين، وبعد وفاة الحسن ثبَّت مُعاوية الحكم في البيت الأموي وجعلها وراثيَّة؛ فكان بذلك المؤسس للدولة الإسلاميَّة الثانية (الدولة الأموية).

## التاريخ

### خلفيَّة تاريخيَّة
توفي النبي مُحمَّد ضحى يوم الاثنين في 12 ربيع الأوَّل سنة 11هـ، المُوافق 7 يونيو سنة 632م في بيت زوجته عائشة بنت أبي بكر بالمدينة المنوَّرة، وقد تمَّ له 63 سنة، فأحدثت وفاته صدمة عنيفة فاجأت المُسلمين عامَّةً، فتجمهروا خارج دار عائشة يريدون التأكد، وقام عُمر بن الخطَّاب من هول صدمته يخطب الناس ويتوعَّد من قال «مات» بالقتل والقطع، حتى أقبل أبو بكر الصدّيق من السنح على دابَّته ونزل بباب المسجد، ودخل بيت عائشة وكشف عن جثمان النبيّ، وجثا عليه يُقبِّله ويبكي، ثمَّ قال: «بأبي أنت وأُمِّي، طِبت حيًّا وميتًا، والذي نفسي بيده، لا يُذيقك الله الموتتين أبدًا، أمَّا الموتة التي كُتبت عليك فقد مُتَّها»، ثمَّ خرج سريعًا إلى المسجد حتى أتى المنبر. وجلس عُمر وجلس باقي الصحابة والناس، فتشهَّد أبو بكر وحمد الله وأثنى عليه ثمَّ قال: «أَمَّا بَعْدُ فَمَنْ كَانَ مِنْكُمْ يَعْبُدُ مُحَمَّدًا ﷺ فَإِنَّ مُحَمَّدًا ﷺ قَدْ مَاتَ وَمَنْ كَانَ يَعْبُدُ اللَّهَ فَإِنَّ اللَّهَ حَيٌّ لَا يَمُوتُ»، وقرأ عليهم الآية 144 من سورة آل عمران: ﴿وَمَا مُحَمَّدٌ إِلَّا رَسُولٌ قَدْ خَلَتْ مِنْ قَبْلِهِ الرُّسُلُ أَفَإِنْ مَاتَ أَوْ قُتِلَ انْقَلَبْتُمْ عَلَى أَعْقَابِكُمْ وَمَنْ يَنْقَلِبْ عَلَى عَقِبَيْهِ فَلَنْ يَضُرَّ اللَّهَ شَيْئًا وَسَيَجْزِي اللَّهُ الشَّاكِرِينَ ۝١٤٤﴾ [آل عمران:144]. وعندما تلا أبو بكر هذه الآية أيقن عُمر بن الخطَّاب والمُسلمون أنَّ مُحمَّدًا قد توفي بحق، وقد غُسل جثمانه في بيت عائشة وليس فيه إلَّا أهله: عمّه العبَّاس بن عبد المطلب وابن عمِّه عليّ بن أبي طالب، والفضل بن العبَّاس وقثم بن العبَّاس وأسامة بن زيد بن حارثة وصالح مولاه، ثُمَّ كُفِّن ودُفن حيث كان فراشه بعد أن قال أبو بكر: «سَمِعْتُ رَسُولَ اللَّهِ ﷺ يَقُولُ: "مَا قُبِضَ نَبِيٌّ إِلَّا دُفِنَ حَيْثُ يُقْبَضُ"». خلقت وفاة النبي مُحمَّد وضعيَّة خاصَّة ذات ملامح مُتفرِّدة ومصيريَّة، وبرزت فورًا مسألة الحِفاظ على إنجازاته من دين ودولة، وبالتالي مسألة خِلافته. وأسهمت غيبته في إبراز الطابع الدُنيوي للأحداث؛ حيث أخذت المصالح الاجتماعيَّة للقبائل المُختلفة، التي مازالت ضمن الحظيرة الإسلاميَّة، تُعبِّرُ عن نفسها بأشكالٍ مُباشرةٍ وصريحةٍ تتلاءم ُ مُباشرةً مع محتواها. والواضح أنَّ مسألة قيادة المُسلمين بعد وفاة النبي، كانت المسألة الرئيسَة والحاسمة التي ارتبطت بها كل المسائل الأخرى، على أن تتلازم مع الأُسس التي وضعها لإقامة دولة؛ ففي الوقت الذي أُعلن فيه خبر الوفاة، برزت لدى كِبار الصحابة من الأنصار، الأوس والخزرج، قضيَّة اختيار خليفة للنبي، ذلك أنَّه وفقًا لعلماء أهل السنَّة لم يرد في القرآن نصٌّ صريح يُحدد أُسس انتخاب خليفة للرسول، لكنَّه دعا إلى الشورى في سورةٍ تحملُ ذات الاسم: ﴿وَأَمْرُهُمْ شُورَى بَيْنَهُمْ﴾، وفي سورة آل عمران: ﴿وَشَاوِرْهُمْ فِي الأَمْرِ﴾، وكان النبيّ قد أمر بالشورى فيما لا نص فيه، وكان يتخذ من أهل الرأي والبصيرة مجلسًا للشورى، وكان يُكثر من مُشاورة الصحابة، وبالأخص كبارُهم السبَّاقون إلى الإسلام. بالمُقابل يرى عُلماء الشيعة أنَّ مسألة اختيار خليفة للمُسلمين كانت محسومة بنصٍّ قرآنيّ، وبعددٍ من الأحاديث النبويَّة، وأنَّها كلّها تُشير إلى أحقيَّة آل بيت الرسول بالخِلافة، وفي مُقدِّمتهم عليّ بن أبي طالب، ومن ذلك الآية 55 من سورة المائدة: ﴿إنَّمَا وَليّكم اللّه وَرَسوله وَالَّذينَ آمَنوا الَّذينَ يقيمونَ الصَّلاَةَ وَيؤتونَ الزَّكَاةَ وَهم رَاكعونَ﴾؛ حيث ذهب المُفسرون والعُلماء إلى أنَّها نزلت في حق عليّ، حينما تصدَّق بخاتمه في أثناء الصلاة، وقول النبي مُحمَّد لعليّ: «أَمَا تَرضَى أَنْ تَكُونَ مِنِّي بِمَنْزِلَةِ هَارُونَ مِن مُوسَى؟»، وقوله أيضًا: «عَلِيُّ وَليُّ كُلِّ مُؤمِنٍ بَعدِي».
وفي جميع الأحوال فإنَّ ما جرى بعد ذلك كان اجتماعَ الأنصار في سقيفة بني ساعدة لاختيار خليفة للنبيّ، وقد تمَّت الدعوة للاجتماع على عجلٍ دون إعلام المُهاجرين، بسبب عدَّة عوامل؛ لعلَّ أبرزها هو أنَّ أهل المدينة كانوا يرون أنَّهم أحق بالخِلافة، لأنَّهم أوَّل من ناصر النبي مُحمَّدًا واستقبلوه مع أصحابه المُهاجرين وجاهدوا معه في سبيل الله،(1) واتفق الأنصار على مُبايعة سعد بن عبادة الخزرجي، فأجلسوه وعصبوه بعصابة وثنوا له وسادة. بالمُقابل كان المُهاجرون آنذاك أكثرَ بُعدًا عن هذا المناخ السياسي؛ بعضهم قد شُغل بوفاة النبيّ مُحمَّد وجهازه ودفنه، وبعضهم لاتزال الصدمة تملأ نفسه، وبعضهم لم يُفكّر في اختيار خليفة، مُعتقدًا أنَّ هذا الأمر هو آخر ما يقع الاختلاف فيه، وهم على يقين أنَّ ما من طائفة من المُسلمين سوف تُنازعهم في هذا الأمر. ولمَّا بلغ خبر اجتماع السقيفة أبا بكر الصدّيق وعُمر بن الخطَّاب بعد ليلة الاثنين يوم وفاة الرسول مُحمَّد، مَضَيا إلى هُناك مُسرعَيْن بفعل أهميَّة وخطر الموضوع المطروح من مُشكلة الحُكم، وانطلق معهما أبو عُبيدة بن الجرَّاح، ودخلوا سقيفة بني ساعدة حيث شقَّ أبو بكر طريقه إلى صدر الاجتماع، وألقى خُطبةً في المُجتمعين؛ بيَّن فيها وجهة نظر المُهاجرين عامَّة من قضيَّة اختيار خليفة للنبيّ، فجرت مُناقشةٌ هادئة انتهت إلى القول بالثنائيَّة في الحكم: «منَّا أمير ومِنكم أمير»، وكان صاحب هذه النظريَّة هو الحبَّاب بن المنذر. لكنَّ أبا بكر ومن معه كانوا يُفضلون وحدة الأمَّة التي أسسها النبي، وحدَّد أبو بكر الأولويَّة بالأقدميَّة في حياة الإسلام، وبالعذاب في سبيل العقيدة والإيمان دون أن يَغمِط حقَّ الأنصار من التكريم، ودون التغافل عن مزاياهم، فتطوّرت المواقف المُتباينة التي عُرضت في الاجتماع نحو التأزّم، ولم تنفرج إلّا بعد أن أيَّد بشير بن سعد بن النعمان الأنصاري موقف المُهاجرين، فتحرَّك أبو بكر في تلك اللحظة مُستغلًّا تحوّل الموقف لصالح المُهاجرين، وبعد أن رأى أنَّ الفرصة سانحة لإقفال باب المُناقشة، فدعا المُجتمعين إلى مُبايعة عُمر بن الخطَّاب أو أبي عُبيدة بن الجرَّاح، لكنَّ عُمر أبى إلَّا أن يتولَّاها أبو بكر، فقال إنَّ لا أحد أحق بالخلافة من أفضل المُهاجرين وثاني اثنين إذ هما في الغار، فطلب منه أن يبسط يده ليُبايعه، فسبقه بشير بن سعد وأُسيد بن حضير، ثمَّ أقبل الأوس والخزرج على مُبايعته، باستثناء سعد بن عبادة بسبب حراجة وضعه كزعيم رشحته الخزرج، وصحَّة جسمه حيث كان عليلًا.
وفي صبيحة الثلاثاء 13 ربيع الأوَّل سنة 11هـ، المُوافق 8 يونيو سنة 632م، تمَّت في المسجد البيعة العامَّة من المُهاجرين والأنصار قاطبةً؛ حيث خطب عُمر بن الخطَّاب على المنبر ثمَّ صعد أبو بكر فبايعه عامَّة الناس. جرت هذه الوقائع في الوقت الذي كان فيه عليّ بن أبي طالب والزُبير بن العوَّام، ونفر من بني هاشم، وطلحة بن عُبيد الله، مشغولين بجهاز النبي ودفنه، فغابوا عن اجتماع السقيفة، وعليه؛ لم يكن لعليّ رأي مُباشر في النقاش إلَّا أنَّه بايع أبا بكر في نهاية المطاف. واختلف رأي العُلماء والباحثين السُنَّة مع رأي العُلماء والباحثين الشيعة في هذا المجال؛(2) فقال السنَّة إنَّ عليًّا عتب على أبي بكر لأنَّه لم يأخذ مشورته قبل بيعة السقيفة والبيعة العامَّة، ثمَّ بايعه البيعة العامَّة في المسجد، بعد أن طلبه حين لم يرَهُ بين الجمهور، وإنَّ مُبايعة عليّ لأبي بكر كانت بملء إرادته، بينما قال الشيعة إنَّ عُمَرَ وجماعة من الصحابة أرغموا بني هاشم والزُبير على مُبايعة أبي بكر، في حين امتنع عليّ ستَّة أشهر عن المُبايعة.
| اسم الخليفة     | مدة الخلافة                                       | المدة بالأرقام   |
| --------------- | ------------------------------------------------- | ---------------- |
| أبو بكر الصديق  | 12 ربيع الأول سنة 11هـ - 22 جمادى الآخرة سنة 13هـ | سنتين و3 أشهر    |
| عمر بن الخطاب   | 23 جمادى الآخرة 13هـ - 26 ذو الحجة سنة 23هـ       | 10 سنوات و6 أشهر |
| عثمان بن عفان   | 3 محرم سنة 24هـ - 24 ذو الحجة سنة 35هـ            | 12 سنة           |
| علي بن أبي طالب | 25 ذو الحجة سنة 35هـ - 18 رمضان سنة 40هـ          | 4 سنوات و9 أشهر  |
| الحسن بن علي    | 18 رمضان سنة 40هـ - 25 ربيع الأول سنة 41هـ        | 6 أشهر           |
| المجموع         | 12 ربيع الأول سنة 11هـ - 25 ربيع الأول سنة 41هـ   | 30 سنة           |

### عهد أبي بكرٍ الصدِّيق (11-13هـ/632-634م)

تخطيط لاسم أبو بكر الصدّيق.

كان أوَّل عمل قام به أبو بكر بعد مُبايعته هو التصدّي لأهل الردَّة وأدعياء النبوَّة؛ فما إن انتشر نبأ وفاة النبي مُحمَّد في بلاد العرب اشتعلت الفتنة في كل أنحاء شبه الجزيرة العربيَّة بأشكالٍ مُختلفة، ولأسبابٍ مُتباينة، وبرزت ظاهرة التنبؤ (إدعاء النبوة) كإحدى الانعكاسات للنجاح الإسلامي في الحجاز، وإن كان بعض المُتنبئين قد أعلنوا دعوتهم في أواخر حياة النبي؛ فتنبأ الأسود العنسي في اليمن، ومُسيلمة بن حبيب الحنفي في اليمامة، وطليحة بن خويلد الأسدي، وسجاح بنت الحارث التميميَّة، وذو التاج لقيط بن مالك الأزدي في عمان. والراجح أنَّ مقتل الأسود العنسي تمَّ قبل وفاة النبي بيومٍ أو بليلة، ولكن الرُسل وصلت في خلافة أبي بكر في آخر شهر ربيع الأوَّل عام 11هـ المُوافق لشهر يونيو عام 632م. ولكن قبل أن يحوِّل نظره شطر الأنحاء التي أعلن أهلها ارتدادهم عن الإسلام، قرر أبو بكر تلبية رغبة النبيّ مُحمَّد قبل وفاته، وهي إرسال سريَّة أسامة بن زيد إلى مشارف الشام للإغارة على القبائل الشاميَّة على الطريق التجاري بين مكَّة وغزَّة، ولمُحاربة الروم. وقد أشار المُسلمون وفي مُقدمتهم عُمر بن الخطَّاب على أبي بكرٍ ألّا يُرسل حملة أسامة بن زيد حتى لا تضعف قوَّة المدينة المنوَّرة بحال هاجمتها قبائل الأعراب المُرتدَّة، ولحاجته إليها في قتالهم وغزوهم، لكنَّ أبا بكر أبى أن يُخالف وصيَّة النبي، وكان جوابه إلى الصحابة صريحًا؛ فقال: «وَاللَّهِ لَا أَحُلُّ عُقْدَةً عَقَدَهَا رَسُولُ اللَّهِ ﷺ، وَلَوْ أَنَّ الطَّيْرَ تَخَطَفُنَا، وَالسِّبَاعَ مِنْ حَوْلِ الْمَدِينَةِ، وَلَوْ أَنَّ الْكِلَابَ جَرَّتْ بِأَرْجُلِ أُمَّهَاتِ الْمُؤْمِنِينَ، لَأُجَهِّزَنَّ جَيْشَ أُسَامَةَ». ثمَّ نهض أبو بكر بنفسه، في أواخر ربيع الأوَّل سنة 11هـ الموافقة لسنة 632م، واستعرض جيش أسامة بن زيد وأمره بالمسير، وسار معه ماشيًا وأسامة راكبٌ، وعبد الرحمن بن عوف يقود براحلة أبي بكر حتى اطمأن على توجه الحملة في طريقها نحو مشارف الشام، وقفل عائدًا إلى المدينة المنوَّرة ومعه عُمر بن الخطَّاب. وبخروج أسامة بن زيد، قلَّ عدد المُجاهدين في المدينة، وتشتَّتَتْ القوَّة الإسلاميَّة النامية، مما شجَّع الخارجين، وبخاصَّة قبائل عبس وذبيان، على مهاجمة المدينة؛ فعسكروا حولها، وأرسلوا وفدًا إلى أبي بكر ليُساوموه على موقفهم بعدم دفع الزكاة، وانتهت المُفاوضات بالفشل، بسبب التصلّب في المواقف، فشنَّ المُحاصرون هجومًا ليليًّا بعد ثلاثة أيَّام، غير أنَّهم لم يُحققوا أي نصر على الرغم من قلَّة المُدافعين وارتَدُّوا على أعقابهم. ثمَّ لاحقهم أبو بكر وفاجأهم عند الفجر ليُنزل فيهم هزيمة فادحة، وقُتل خلال المواجهة حبَّال بن طليحة الأسدي على يد عُكاشة بن مُحصن، ونزل أبو بكر في ذي القصَّة، وكان ذلك أوَّلَ الفتح في حروب الردَّة.

خط سير خالد بن الوليد ومعاركه في حروب الرِّدَّة.

ثمَّ عاد أبو بكر إلى المدينة المنوَّرة، وفي هذه الأثناء عادت حملة أسامة بن زيد بعد سبعين يومًا من خروجهم، فأبقاه أبو بكر في المدينة حتى يستريح هو وجنده، ثمَّ جهَّز من الجيوش أحد عشر لواء تتناسب في عديدها وفي إماراتها، وفي وجهتها، مع قوَّة القبائل التي وجهها إليها ومدى إلحاحها في رِدَّتِها. وجَّه أبو بكر خالد بن الوليد إلى بزاخة لمُحاربة طليحة بن خويلد الأسدي، فإذا فرغ سار إلى مالك بن نويرة بالبطاح إن قام له. وأرسل عكرمة بن أبي جهل نحو مُسيلمة بن حبيب (الكذَّاب) في اليمامة، وعمرَو بن العاص إلى قضاعة ووديعة وبني الحارث في شمال الحجاز، وشرحبيل بن حسنة في إثر عكرمة بن أبي جهل لمُحاربة مُسيلمة الكذَاب في اليمامة، وأمره إذا فرغ من اليمامة أن يلحق بعمرو بن العاص إلى قضاعة. كما أرسل المُهاجر بن أبي أُميَّة لمُحاربة جنود الأسود العنسي في اليمن، ومساعدة الأبناء ضد قيس بن مكشوح ومن تبعه من أهل اليمن، فإذا فرغ يتوجَّه إلى كِندة بحضرموت. أيضًا بعث بخالد بن سعيد بن العاص إلى الحمقتين من مشارف الشام، وعرفجة بن هرثمة إلى مهرة، على أن يلحق أولًا بحُذيفة بن محصن بعُمان الذي أمره بدوره أن يلحق بحُذيفة إن فرغ قبله، وطريفة بن حاجز إلى بني سُليم ومن معهم من هوازن، وسويد بن مقرن إلى تهامة اليمن، والعلاء بن الحضرمي إلى البحرين لمُحاربة من ارتدَّ بها من ربيعة. ويُضيف البلاذري أميرًا آخر هو يُعلى بن مُنبِّه، حليف نوفل بن عبد مناف، إلى خولان باليمن. وأوصى أبو بكر قادة جيوشه بالحيطة والحذر ممن قد يندس بينهم، وعدم مُقاتلة من يُجيبهم إلى الإسلام، والرفق واللين بجند المُسلمين. تمكَّن القادة العسكريّون المسلمون من القضاء على حركة المُرتدين في كامل أنحاء شبه الجزيرة العربيَّة، وقتلوا عددًا من مُدعيي النبوَّة فيما تاب عددٌ آخر؛ فهزم خالد بن الوليد طليحة الأسدي وحلفاءه وأرغمه على الفرار إلى الشام، (حيث أسلم فيما بعد)، وأعدم الأشخاص الذين نكَّلوا بالمُسلمين قبل مجيئه، وأرسل آخرين إلى أبي بكر وهم مُوثَقُو الأيدي، فتابوا فحقن دماءهم. كما قتل خالد بن الوليد امرأة يُقال لها «أم زمل» بعد أن تزعَّمت جيشًا كبيرًا من المرتدين. وانسحبت سجاح بنت الحارث إلى قومها بني تغلب لمَّا عرفت بجحافل المسلمين الزاحفة إليها، ثمَّ أسلمت في زمن عمر بن الخطَّاب، وقام المُسلمون بأسر مالك بن نويرة مع أصحابه ثمَّ قتله ضرَّار بن الأزور، واختلفت الروايات في قتله. وتعرَّض شرحبيل بن حسنة للهزيمة على يد قوَّات مُسيلمة الكذَاب، فلحق به خالد بن الوليد وقاتلوا مُسيلمة ومن معه من بني حنيفة فقتلوا منهم الشيء الكثير، وسقط مُسيلمة نفسه قتيلًا بعد أن أرداه وحشي بن حرب بحربته. وبعد القضاء على أخطر اثنين: طليحة الأسدي ومُسيلمة الكذَّاب، أخذت حركات الردَّة الأخرى تتساقط؛ الواحدة تلو الأخرى، حتى انتهت كليًّا، وأخذ أبو بكر يستعد لمواجهة الروم والفرس في الشام والعراق، بعد أن أعاد توحيد العرب تحت راية الإسلام.
كان العمل الآخر الأبرز الذي قام به أبو بكر قبل توجيه الجيوش نحو الشام والعراق هو جمع القرآن؛ فقد أدَّت حروب الردَّة إلى مقتل عدد كبير من الصحابة من قرَّاء القرآن وحفَّاظه، فأشار عُمر بن الخطَّاب على أبي بكر أن يجمع الآيات المكتوبة على الورق وعلى الجلد وعلى ورق الشجر وعلى الحجر الأبيض وعلى العظام، وتلك المحفوظة في صدور الصحابة، في مُصحفٍ واحد خوفًا من موت صحابة آخرين فتضيع بعض الآيات. وقد استغرق العمل على جمع القرآن ووضع النسخة الأولى الكاملة منه حوالي سنتين أو ثلاث، وقد تولّى زيد بن ثابت هذه المُهمَّة بمُساعدة عدد من الصحابة؛ في مُقدمتهم عليّ وعُمر. وبذلك جُمع القرآن في مُصحفٍ واحد ظلَّ عند أبي بكر حتى وفاته. خلال تلك الفترة قدِم إلى المدينة المنوَّرة المُثنّى بن حارثة الشيباني، وهو أحد القادة العرب الذين كانوا يُقارعون الفُرس في العراق، يطلب الدعم من أبي بكر، فأجابه أبو بكر وأسرع إلى نصرته؛ فأرسل خالد بن الوليد في أوَّل حملة عسكريَّة إسلاميَّة خارج شبه الجزيرة العربيَّة. خرج خالد بن الوليد من اليمامة في ألفين من المسلمين، ثمَّ انضمَّ إليه ثمانية آلاف من المسلمين من ربيعة ومضر، وتوجَّه نحو العراق في شهر مُحرَّم سنة 12هـ. وما إن بلغ خالد بن الوليد العراق اشتدَّ نضال قبائل العرب ضد الفُرس، وانضمَّ عددٌ منهم إلى صفوف المُسلمين، وجرت مع الفُرس وقعة شديدة انتصر فيها المُسلمون، وعُرفت بغزوة ذات السلاسل لكثرة من سُلسِل فيها من فرسان فارس حتّى لا يفرّوا من القتال. وتابع خالد بن الوليد انتصاراته؛ فتمكَّن من الحيرة وأطراف العراق، وصالح أهلها من المسيحيّين العرب على أن يدفعوا الجزية، ثمَّ تحرَّك ففتح الأنبار وعين التمر ودومة الجندل، وبلغ الغراض على تخوم الشام؛ حيث هزم الروم لأوَّل مرَّة عن طريق الخدعة،(3) ثمَّ عاد إلى الحيرة، لكن أبا بكر كتب إليه يأمره بالتوجه نحو الشام لقتال الروم فيها، بعد أن كان قد أرسل أربعة ألوية في مطلع صفر، نحو دمشق والأردن وحمص وفلسطين، يُقدّرُ عدد رجالها بأربعة وعشرين ألفًا، وقيل واحد وعشرون ألفًا، وكذلك سبعة وعشرون ألفًا، وبعد أن حشد الروم جيشًا أعظم بأشواط؛ يُقدّر عدد أفراده بأكثر من مائتين وأربعين ألفًا من الرجال. وولَّى أبو بكر خالد بن الوليد قيادة الألوية كُلِّها، فسار بجيوشه حتى فتح بُصرى صلحًا، ثم قابل الروم شمال اليرموك في سهلٍ فسيح، واشتبك معهم في معركةٍ كبيرة حاسمة.

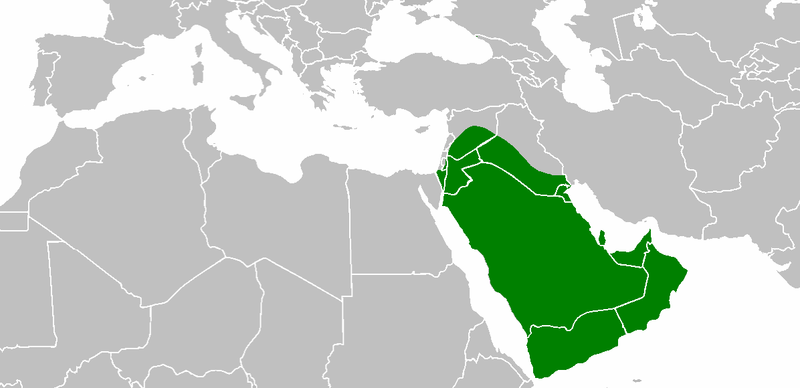
دولة الخِلافة الراشدة عشيَّة وفاة أبي بكر.

خلال تلك الفترة وقع أبو بكر الصدّيق بالحمَّى، واستمرَّ مرضه طيلة خمسةَ عشرَ يومًا، ولمَّا أحسَّ بدنوّ أجله عهد بالخِلافة إلى عُمر بن الخطَّاب خوفًا من تجدد الخلاف بين المُسلمين، كما حصل في سقيفة بني ساعدة. ولئن اختلفوا هذه المرَّة فيكون اختلافهم أشدَّ خطرًا ورُبما أدَّى إلى الفتنة، وقد تشمل كافَّة العرب؛ إذ لم يعد الأمر محصورًا بين المُهاجرين والأنصار. وقد استشار في هذا كبار الصحابة من أهل الحل والعقد، فلم يجد مُعارضة لدى أغلبهم، فيما تردد آخرون مثل طلحة بن عُبيد الله خشيةَ أن تتفرَّق وحدة المُسلمين بفعل غلظة عُمر وشدَّته، لكن سُرعان ما تلاشى ذلك. وقد كتب عُثمان بن عفَّان عهدَ أبي بكرٍ إلى عُمر، وأوصى أبو بكر خليفته باستكمال الفتوح، وذكَّره بما يجب أن يكون عليه وليّ أمر المُسلمين، وفي يوم الاثنين 22 جمادى الثانية سنة 13هـ المُوافق 23 أغسطس سنة 634م، توفي أبو بكر في منزله بالمدينة المنوَّرة عن 61 سنة.

### عهد عُمر بن الخطَّاب (13-24هـ/634-644م)

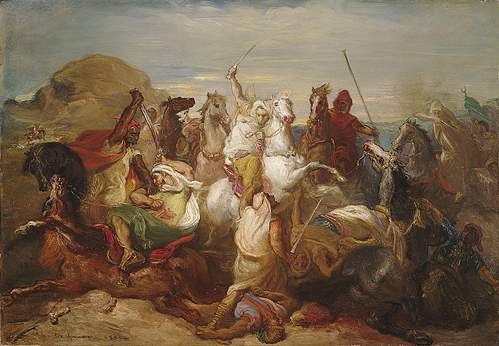
لوحة زيتيَّة تؤرّخ انتصار المُسلمين على الروم في اليرموك.

تخطيط لاسم عُمر بن الخطَّاب.

هو أبو حفص عمر بن الخطاب العدوي القرشي، ويلقب أيضًا بالفاروق، ولد بعد عام الفيل، وبعد مولد الرسول محمد بثلاث عشرة سنة. استدعى أبو بكر قبل وفاته بأيام كبار الصحابة وطلب منهم أن يختاروا خليفتهم بأنفسهم، وعندما ناقش الصحابة الأمر أخذ كل منهم يتعفف من المسؤولية، فعادوا إلى أبي بكر وطلبوا منه أن يرشِّح لهم أحدًا، فطلب إعطاءه وقتاً للتفكير. وقد استشار أبو بكرٍ بعدها عددًا من الصحابة في عمر، ثم أمر بجمع أهل المدينة، فعرض عليهم ترشيح عمر خليفة لهم، وسألهم إن كان لهم اعتراض، ووصَّاهم بالسمع والطاعة، فقالوا: «سمعنا وأطعنا». وقد أحسن عمر بن الخطاب الحكم وإدارة الدولة، فاتَّسعت في عهده بسرعةٍ كبيرة، وبات أحد أشهر القادة في التاريخ الإسلامي.

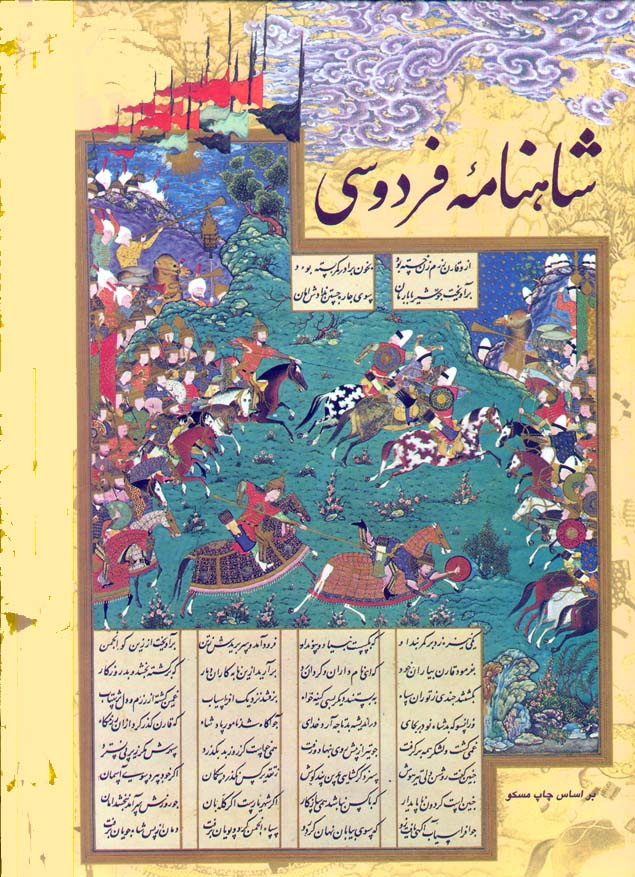
رسم فارسي لمعركة القادسيَّة التي كانت فُتحت على أثرها أبواب العراق.

بدأ الفتح الإسلامي لبلاد الشام في عهد أبي بكر الصديق؛ حيث أرسل أربعة جيوش، قوام كل منها نحو 8,000 مقاتل، وأمر قادتها بأن يحاربوا بشكل مستقل، فإن اقتضت الضرورة أن يجتمعوا فليجتمعوا تحت لواء أبي عبيدة بن الجراح، لكنهم عندما وصلوا اجتمعت لهم جيوش الروم من كل جهة، فاجتمعوا وخاضوا معها معركة أجنادين، التي كانت بقيادة خالد بن الوليد بعد سيره إلى الشام قادمًا من العراق. توفي أبو بكر بعد المعركة، فتابع عمر إدارة الجيوش، وكان أول قرارٍ اتخذه هو عزل خالد بن الوليد عن قيادة الجيوش الفاتحة، وأبلغ أبا عبيدة سرًّا بنبأ وفاة أبي بكر وعزل خالد، وتعيينه مكانه لقيادة الجيوش، إلا أنَّ الأنباء لم تصل لخالد إلا بعد فترة. سارت الجيوش الإسلامية بعد أجنادين إلى دمشق، فتمكَّنت من فتحها، ثم خاضت معركة بيسان بعد محاولة فاشلة للتفاوض مع الروم عام 13هـ (634م)، وفتحت بعدها حمص وسهل البقاع. ثم التقى المسلمون مع الروم في معركة اليرموك، فاستمرت لستة أيام كاملة، وهزم فيها الروم هزيمة كبيرة. وبعد اليرموك انقسمت جيوش المسلمين من جديد إلى أربعة أقسام، فتولت فتح ما تبقَّى من بلاد الشام.

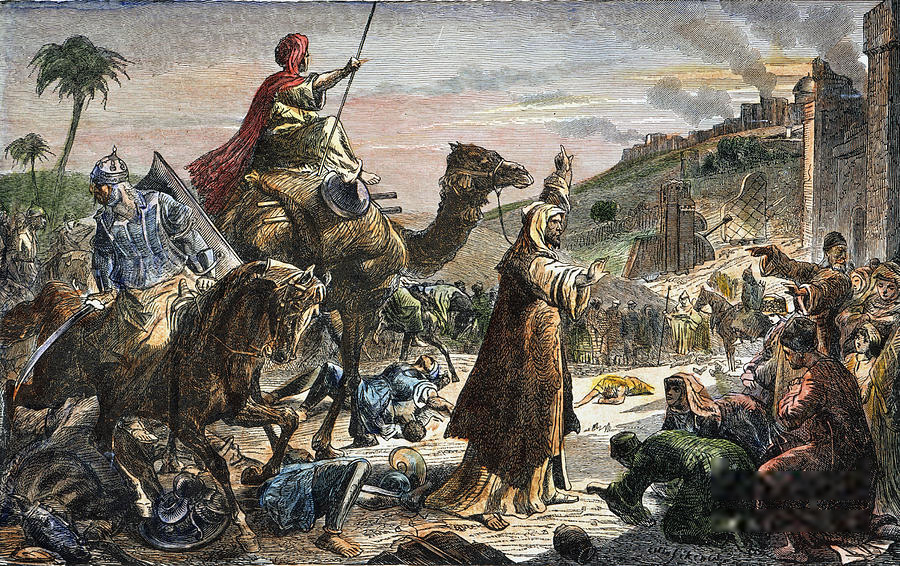
رسم تخيُّلي للمُسلمين يدخلون بيت المقدس (إيلياء في حينها).

وكان من بين المدن التي حاصرتها الجيوش القدس؛ فاستمرَّ حصارها شهورًا طويلة، حتى قررت الاستسلام، فأرسل قائدها يطلب الأمان، شرط أن يُسلِّم المدينة للخليفة عمر بنفسه، فتردَّد عمر، وانقسم الصحابة في رأيهم بين مؤيد ومعارض لذهابه، إلا أنَّه قرر الذهاب، فاستلم مفاتيح المدينة في عام 15هـ، ودخل المسجد الأقصى وأم المسلمين فيه. شهدت الدولة الراشدية في عهد عمر نكبتين عام 18هـ (639م)؛ حيث انتشرت المجاعة والقحط في المدينة، واسودَّت الأرض من قلَّة المطر لتسعة شهور، حتى عُرِفَ باسم عام الرمادة، وانتشر من جهةٍ أخرى الطاعون في الشام بدءًا من مدينة عمواس، فعرف بطاعون عمواس. بعد انتهاء فتح الشام، توجه عمرو بن العاص منها إلى مصر لفتحها، بعد الحصول على إذنٍ من عمر؛ ففتح عدة حصون، ثم سار إلى حصن بابليون، فضرب عليه الحصار لستة أشهرٍ كاملة حتى تمكَّن من فتحه. وبعدها اختُطَّت الفسطاط ثم الإسكندرية، وسار بعدها إلى برقة (حاليًا شرق ليبيا) ففتحها دون مقاومة كبيرة، ثم فتح طرابلس الغرب بعد حصار شهرٍ واحد، وأراد بعدها فتح إفريقية (حاليًا تونس) إلا أنَّ عمر لم يأذن له خوفًا من توسُّع المسلمين السريع في بلاد مجهولة.

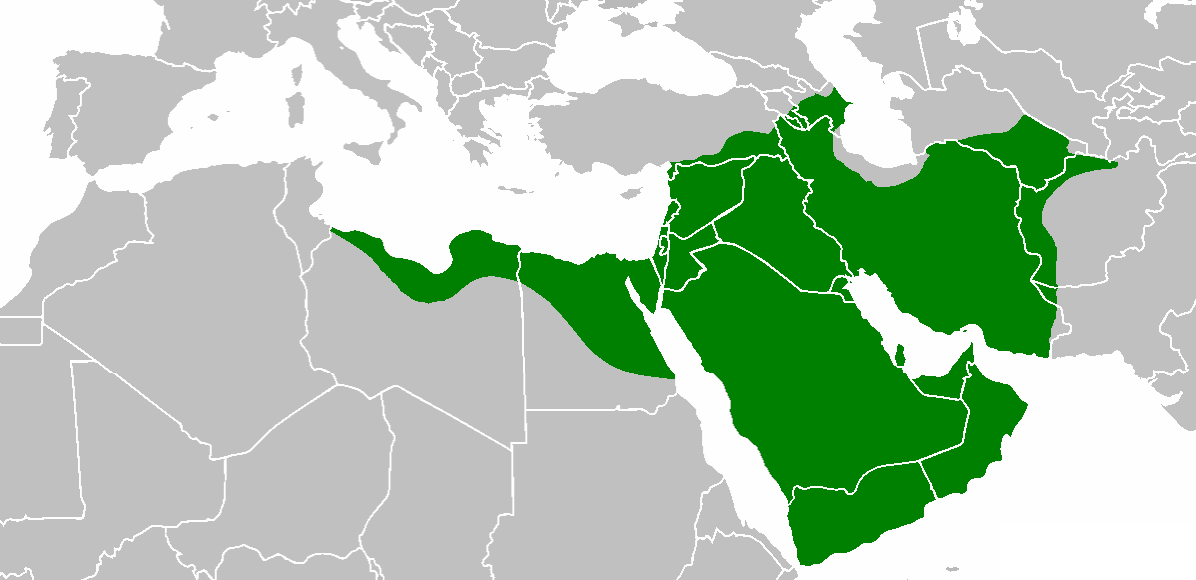
دولة الخِلافة الراشدة عشيَّة وفاة عُمر بن الخطَّاب.

عندما تولى عمر بن الخطاب الخلافة، كان المسلمون قد انتصروا بالفعل في عدة معارك بالعراق وفارس؛ من أهمِّها ذات السلاسل والولجة وعين التمر، إلا أنَّ قائد جيوش الفتح خالد بن الوليد استُدْعِيَ بعد ذلك للسير إلى الشام، وأخذ معه نصف الجيوش الفاتحة، فتولَّى القيادة من بعده المثنى بن حارثة عام 12هـ. لكن بعد ذلك بعامٍ واحدٍ قام والٍ يدعى رستم فرخزاد بانقلاب في الدولة الساسانية واستولى على الحكم، فتمكَّن من إنهاء فترةٍ طويلة من الصِّراعات الداخلية في الدولة، وبدأت موازين القوى بالتغير. فخرج المثنى في أواسط عام 13هـ من العراق قاصدًا المدينة، ليحدِّث أبا بكرٍ عن أحوال القتال ويطلب منه المدد لاستكمال الفتح، لكن عندما وصلها كان أبو بكر على فراش الموت، فلما حدثه المثنى عن أحوال فارس استدعى عمرَ، ووصَّاه بأن يندب الناس (يدعوهم إلى الخروج للقتال) مع المثنى كل يوم، وتوفي أبو بكر بعد ذلك بأيام. فعل عمر ما أوصاه به أبو بكر، وتمَكَّن من حشد جيشٍ من 1,000 رجل من أهل المدينة، فأرسله إلى فارس، وبدأ عمر بعد ذلك يحشد للحرب على الفرس، فأعلن النفير في الجزيرة العربية، وأخذ يتنقل بين قبائل العرب ليجمع المقاتلين، ويحمِّس الناس، ويرسل الإمدادات تباعًا إلى فارس، واستعمل الوجهاء والخطباء والشعراء للتحريض على الفرس قائلاً: «والله لأضربنَّ ملوك العجم بملوك العرب».
ومن كبرى المعارك التي خاضتها الجيوش التي حشدها عمر معركة القادسية عام 15هـ، وفتح المدائن عاصمة الدولة الساسانية عام 16هـ، وأخيرًا معركة نهاوند المعروفة باسم فتح الفتوح عام 21هـ، وكان النصر فيها جميعًا من نصيب المسلمين، وبعد نهاوند لم تقم للفرس قائمة، فتوالت فتوحات فارس حتى وقعت بالكامل في أيدي المسلمين. في شهر ذي الحجة عام 23هـ (أكتوبر 644م) توجَّه عمر لأداء الحج في مكة؛ حيث كان ذلك آخر حجٍّ له، وبعد عودته من الحج إلى المدينة المنورة بفترةٍ قصيرة، وبينما كان يؤم المسلمين في صلاة الفجر، طعنه رجل فارسي يُدعَى أبو لؤلؤة، فحمل إلى منزله وهو ينزف، وتوفي عمر بعد ذلك بثلاثة أيامٍ عن 65 عامًا، وبعد خلافةٍ دامت 10 سنين، ودفن في أول شهر محرم عام 24هـ (644م).

### عهد عُثمان بن عفَّان (24-35هـ/644-655م)

تخطيط لاسم عُثمان بن عفَّان.

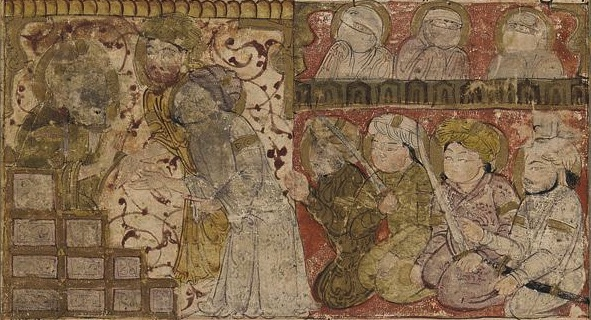
رسم فارسي يُظهر مُبايعة المُسلمين لعُثمان بن عفَّان في المسجد، وقد مُحي وجهه احترامًا.

عندما كان عمر يحتضر لم يرغب بأن يولّي على المسلمين بعده أحدًا بعينه؛ فقد قال: «أن أعهَدَ فقد عهد من هو خيرٌ مني، وإن لم أعهد فلم يعهد من هو خير مني» (يقصد أبا بكرٍ الذي عهد به، والرسول الذي رفض أن يعهد لأحد)، ورغم ذلك اختار عمر ستة من كبار الصَّحابة، وطلب منهم أن ينتخبوا خليفةً من بينهم، دون أن يرشح لهم أحدًا بعينه، وكان هؤلاء عثمانَ وعليًّا وطلحة بن عبيد الله والزبير بن العوام وسعد بن أبي وقاص وعبد الرحمن بن عوف، وأمهلهم ثلاثة أيَّامٍ بعد وفاته لكي يختاروا الخليفة الجديد. ولكي لا يعتقد أحدٌ أن عمر أراد ترشيح شخص معين من الستة، أمر أن يؤمَّ الناس في الصلاة صهيب الرومي. جلس الصحابة الذين عيَّنهم عمر يتشاورون، وعند بدء المشاورة قرَّر عبد الرحمن بن عوف النأي بنفسه عن الترشُّح ليشرف على العملية، فأخذ يخلو بكلّ واحدٍ من الباقين ليسأله من يرشح من زملائه للخلافة، ورشَّح عليٌّ وسعدٌ عثمانَ، بينما رشح عثمانُ والزبيرُ عليًّا، وأما طلحة فقد غاب، ولم يشأ عبد الرحمن أن يحسم الأمر بنفسه، فأخذ يسأل الناس لأيام، حتى وجد أن معظمهم يؤيّدون عثمانَ، وكانت بيعته في نهاية ذي الحجة أو مطلع محرَّم عام 24هـ (بداية نوفمبر عام 644م).
ما إن انتشر نبأ وفاة عمر بدأت الأقاليم المفتوحة بنقض العهود التي أبرمتها مع المسلمين، فأمر عثمان على الفور بإرسال الجيوش إليها؛ فقد نقض العهد معظم أقاليم فارس، فأمر عثمان أمير الكوفة الوليد بن عقبة والبصرة عبد الله بن عامر بإعادة فتحها، ونقضت الإسكندرية العهد في عام 25هـ، فأعاد ضمَّها عمرو بن العاص أمير مصر. وكان عمر قد منع عَمْرًا من التوغُّل في المغرب أبعد من طرابلس، إلا أنَّ عثمان أذن له، فدخل أفريقية وخاض معركة في سبيطلة، وكذلك غزا بلاد النوبة، إلا أنَّه لم يستول على أيّ منهما، بل عاود الانسحاب. أذن عثمان كذلك لمعاوية بأن يبني أسطولًا بحريًّا بعد أن كان عمر قد منعه، ففتح به قبرص وخاض معركة ذات الصواري مع الدولة البيزنطية، وانتصر المسلمون فيها نصرًا كبيرًا. شهد عهد عثمانَ أيضًا عدة غزوات ضدَّ البيزنطيين في الشام والأناضول، إضافةً إلى غزوات أخرى في القوقاز بأذربيجان وأرمينيا بعد نقضهما العهدَ، ووصلت الغزوات في المشرق إلى نهر السند وكابل وفرغانة. من جهةٍ أخرى؛ من أهمّ الإنجازات غير العسكرية التي قام بها عثمان في عهده جمع المصحف بأول نسخةٍ مكتوبة في تاريخ الإسلام.
سار النصف الأول من خلافة عثمان على ما يرام، وكانت الدولة خلاله مستقرَّة، لكن بحلول عام 31هـ بدأت القلاقل والتوترات تظهر وتتصاعد، واستمرَّت حتى نهاية عهده ونهاية دولة الخلافة الراشدة بأكملها. من بين الاضطرابات الأولى التي واجهها عثمان في خلافته حادثة مقتل الهرمزان وجفينة الجهني وابنة أبي لؤلؤة على يد عبد الله بن عمر، قصاصًا لأبيه، إلا أنَّه قام بذلك دون أمرٍ من الخليفة، وطالب البعض بقتل ابن عمر قصاصًا لأنه تجاوز القانون، بينما صعب على البعض ذلك، وسوَّى عثمان الأمر بأن دفع الدِّيَة لابن الهرمزان من ماله الخاص وانتهت المشكلة هكذا.

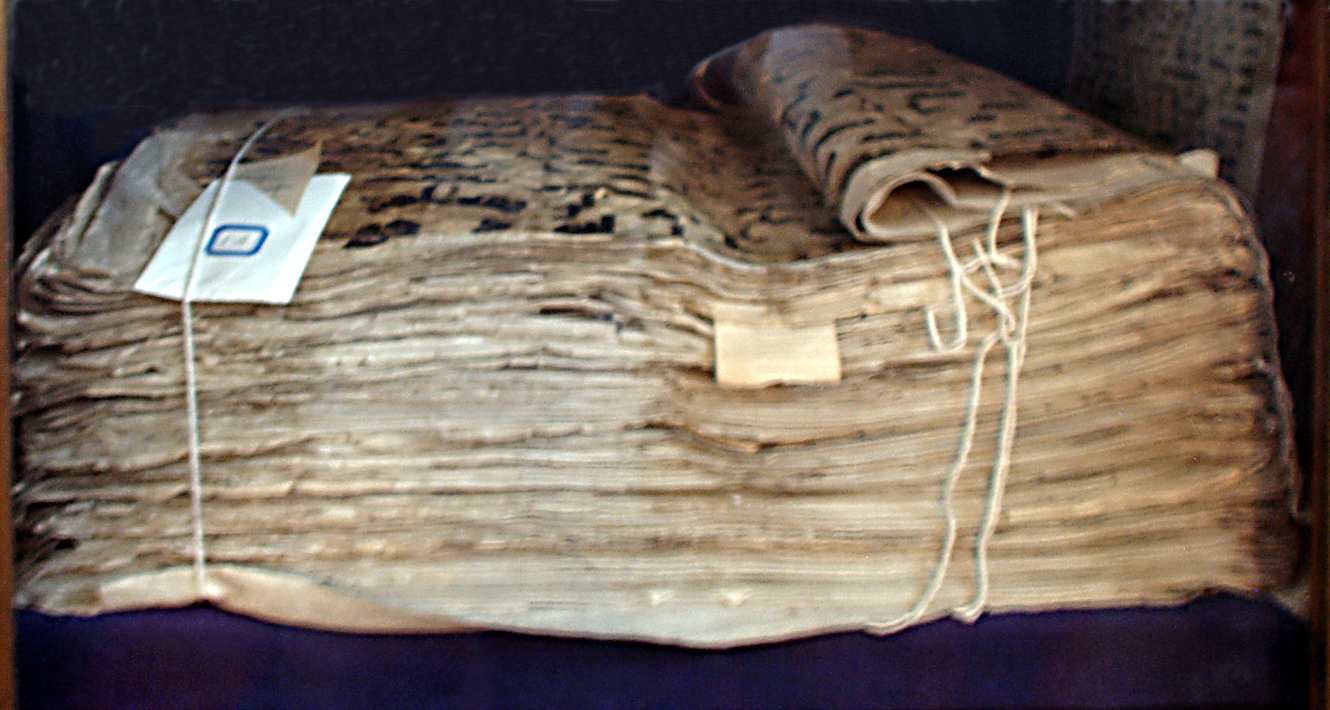
نسخة قديمة من المُصحف محفوظة في متحف في مدينة طشقند. يُعتقد أنَّها ذات النسخة التي كان عُثمان بن عفَّان يقرأ فيها عند مقتله، حيثُ قيل أنَّ آثار دمائه لا تزال ظاهرة عليها.

لاحقًا، بدأت الاضطرابات تنشب في الدولة، وكان من الأسباب الرئيسة لذلك أقارب عثمان، الذين كان يقربهم إليه أكثر من الآخرين، ويعطيهم الأموال والمناصب، وحابى بعض أقربائه ونسبائه بمنحهم منصب الولاية، فتوالت الاعتراضات والشكَاوى من ظلم أقربائه، والمطالبة بخلعهم، وأصبح يبدل ولاة الأقاليم مرَّة تلو الأخرى. كما اعترض آخرون على الترف الذي استشرى في مجتمع المدينة المنورة؛ حيث انقلب مجتمعها من حياة الفقر والتواضع في عصر الرسول إلى الغنى واللهو في عصر عثمان، وذلك نتيجة الأموال والغنائم الكبيرة التي أتت بها الفتوحات. بحسب بعض المؤرخين؛ فقد كان أولَ من أشعل الثورة على عثمان رجلٌ يهوديٌّ في اليمن يدعى عبد الله بن سبأ، الذي أخذ يُحرِّض الناس -خصوصًا في العراق- على عثمان وعمر وبعض الصحابة، ويُمجِّد عليًّا بصفته أحقَّ بالخلافة. انتشرت الفتنة واشتدَّت في الولايات والأقاليم، وفي نهاية عام 34هـ جاء إلى المدينة وفودٌ من الأقاليم بدعوى الحج، فتفاوضوا مع عثمان ولانوا، لكن يقال إنهم وبينما كانوا عائدين إلى أقاليمهم قابلوا رسولًا من عثمان فأمسكوه، ووجدوا معه رسالة يأمر فيها والي مصرَ بقتلهم، فعادوا إلى المدينة وبدأوا الثورة عليه. ضرب الثوار الحصار على منزل عثمان، وبينما الحال كذلك جاء يوم الجمعة، فخرج إلى المنبر ليخطب، وخاطب الثوار في كلامه، وقام أحد الصحابة يشهد على قوله، بينما قام آخرُ يعترض، ونشب قتالٌ في المسجد، وضُرِبَ عثمان خلاله، فأغمي عليه وحمل إلى منزله. ظلَّ عثمان محاصرًا في منزله أيامًا، ومعه عددٌ من الصحابة يحرسونه؛ بينهم الحسن بن علي وعبد الله بن الزبير ومروان بن الحكم وسعيد بن العاص، حتى بدأ الثوار يحاولون اقتحام منزله نفسه، فأحرقوا الباب، ودخلوا المنزل، وضرب أحدهم عثمان بحديدةٍ على رأسه، ثم ضُرِبَ بسيفٍ وقتل ونهب منزله في 18 ذي الحجة عام 35هـ (20 يونيو عام 656م)، وعمره اثنان وثمانون عامًا، وبعد خلافةٍ دامت ثنتي عشرة سنة.

### عهد عليّ بن أبي طالب (35-41هـ/655-661م)

تخطيط لاسم عليّ بن أبي طالب.

بعد مقتل عُثمان بن عفَّان اتخذ الانقسام الذي أفرزته الثورة عليه طابعًا نهائيًّا، بفعل عمق الجرح واتساع الهوَّة بين الفئات المُتناقضةِ التوجهاتِ في المُجتمع الإسلامي، وخَلَق فرزًا اجتماعيًّا جذريًّا بين الجمهور القبلي من جانب، وبين النخبة القُرشيَّة من جانبٍ آخر، بالإضافة إلى ولادة الفِرق السياسيَّة، ونُشوء الفكر السياسي في تاريخ الإسلام. كان الخيار المطروح بعد مقتل عُثمان هو إمَّا العودة إلى نظام عُمر بن الخطَّاب الذي اعتمد أساسًا على المصالح القبليَّة وقيمها، وإمَّا الاستمرار على نهج عُثمان من واقع النظام الجديد الذي يعتمد على أولويَّة المصالح القُرشيَّة، وقد توزَّعت مواقف الصحابة بخاصَّة والمُسلمين بعامَّة بين هذين الخيارين، وقد تبنّى عليٌّ مطالب الثائرين في حين جسَّد مُعاوية بن أبي سُفيان الاستمراريَّة الحيَّة المُباشرة لنهج عُثمان. كان الثائرون لايزالون يُسيطرون على المدينة، ويملكون ناصية القرار السياسي والعسكري، إلَّا أنهم لم يُمارسوا السلطة فعليًّا، وافتقروا إلى الرؤية الواضحة للخروج من المأزق الذي خلقته حركتهم، هذا في الوقت الذي أخذ فيه مُعظم الصحابة يتوارون عن الأنظار في عاصمة الخِلافة، مُفضِّلين الابتعاد عن التطوّرات التي أفلتت من أيديهم، وكان الفراغ في السُلطة يُنذر بأسوأ النتائج، واشتدَّت الحاجة إلى مُنقذ يتمتَّع بتأييد الأغلبيَّة في التوجهات السياسيَّة وبخاصَّة المُمثلة لجماعة الثائرين. بناءً على هذا توجَّه بعض الصحابة من المُهاجرين والأنصار نحو عليّ وخاطبوه قائلين: «إنَّ هذا الرجل قد قُتل ولا بُدَّ للناس من إمام، ولا نجد اليوم أحدًا أحق بهذا الأمر منك، لا أقدم سابقة، ولا أقرب من رسول الله ﷺ»، والواضح أنَّ معالم شخصيَّة عليّ وحياته العامَّة جعلته آنذاك رجل الإسلام المُهم، وكان اسمه يفرض نفسه؛ فهو الأكثر نشاطًا من خلال الأزمة، والذي بدا من خلال هذا الموقع المُحاور الوحيد بعد انكفاء طلحة والزُبير واعتزال سعد بن أبي وقَّاص، وهم الأربعة الذين بقُوا من أهل الشورى، ومثَّلوا النخبة السياسيَّة في المدينة، كما أنَّه لم يكن موضع اتهام. ولم يكن عليّ في البداية راغبًا في تولّي الخِلافة، وخاطب الذين رشّحوه قائلًا: «لا تفعلوا فإني أكون وزيرًا خيرٌ من أن أكون أميرًا». عندئذٍ صعَّد أهل الأمصار ضغوطهم، فهدَّدوا أهل المدينة بقتل هؤلاء الثلاثة: عليّ وطلحة والزُبير وناسٌ كثير، مما دفع عليًّا بقبول البيعة خوفًا من الفتنة، وخشيةً على الدين والمُسلمين من مزيدٍ من التمزّق، وهدف إلى وأد الفتنة وإعادة تجميع جسم الأمَّة المُتناثر وترميم النظام القائم للسُلطة، وتعزيز التواصل بين القوى الاجتماعيَّة الأكثر اعتدالًا والأقل تورُّطًا في قتل عُثمان.

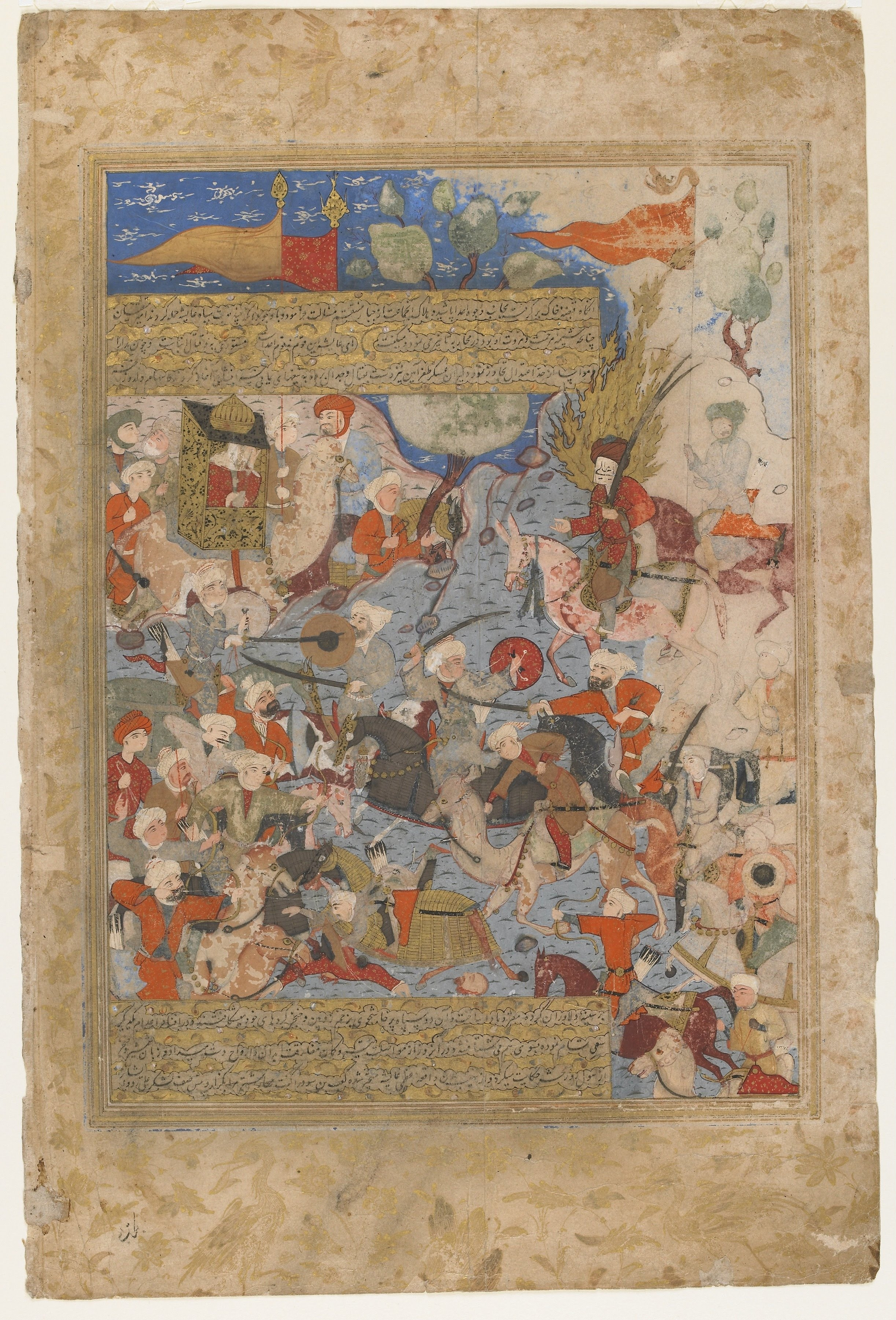
رسم تُركي عُثماني لموقعة الجمل، وقد غُطي وجه كلًّا من عائشة وعليّ باللون الأبيض.

كانت أوَّل مُشكلة اعترضت الخليفة الجديد هي العُمَّال الذين عيَّنهم عُثمان على الأمصار، ثمَّ مُشكلة المُطالبة بأخذ الثأر من قتلة عثمان. وكان التغيير الأكثر إلحاحًا، من وجهة نظر عليّ، هو إعادة النظر في الجهاز الإداري المسؤول مُباشرةً، بوصفه الأداة التنفيذيَّة للخِلافة، وذلك من واقع تغيير العُمَّال والموظفين. غير أنَّ التصدّي لرواسب النظام السابق كان يعني المُواجهة مع قوى نافذة بلغت مبلغًا كبيرًا من القوَّة، بالإضافة إلى الاصطدام مع عدد من كِبار الصحابة الذين وقفوا موقفًا سلبيًّا، لذلك كان من الضروري أن يُسبَق قرارُ التغييرِ باتخاذِ خطوات تُمهّد لتنفيذه من أجل تجنّب إثارة المُعترضين، وهذا ما أشار به عبد الله بن عبَّاس، وهو الإبقاء على عُمَّال عُثمان وبالأخص مُعاوية،(4) ونصحهُ المُغيرة بن شُعبة بالتريّث في هذا الأمر حتى تهدأ الأوضاع وتستقر، وتتوطَّد له أسباب الحُكم، ثمَّ ينظر ما يكون. والرَّاجح أنَّ عليًّا أدرك ذلك، إلَّا أنَّ موقف الثائرين في المدينة، والجوّ العام في الأمصار المشحون بالنقمة كان ضاغطًا، بالإضافة إلى ذلك فإنَّ مبدأ التغيير كان يعني الشموليَّة وعدم التجزئة، أضف إلى ذلك أنَّ عليًّا كان شديدًا في الحق، لا يستطيع أن «يُداهن في دينه»، ولم يكن بوسعه أن يلجأ إلى مُهادنة وُلاة عُثمان، والمعروف أنَّ خلع وُلاة عُثمان كان أحد مطالب الثائرين والمُعارضين في الكوفة والبصرة ومصر، لهذا كان إبعاد عمَّال عُثمان عن الوظائف العامَّة مسألة مبدئيَّة تصعب المُساومة عليها. لذلك بادر عليّ إلى تعيين عُمَّاله على الأمصار المُختلفة وعزل عُمَّال عُثمان سنة 36هـ المُوافقة لسنة 656م، وكان أكثر هؤلاء العُمَّال الأجِدَّاء من الصَّحابة الذين اتصفوا بأعلى درجات الزُهد والتَّقشّف، والتفَّ حول عليّ كِبار أعلام بني طالب وبني هاشم؛ مثل: عبد الله بن عبَّاس ومحمد بن جعفر ومحمد بن الحنفيَّة، بالإضافة إلى شخصيَّات صحابيَّة كُبرى؛ مثل: محمد بن أبي بكر وسُليمان بن صرد الخزاعي وأبي قتادة بن ربعي وأبي أيّوب الأنصاري وعمَّار بن ياسر وغيرهم.
لم يُصادف الوُلاة الأجِدَّة عقبات تُذكر، باستثناء ما كان مُنتظرًا من مُعاوية بن أبي سُفيان والي الشام، الذي رفض الدخول في طاعة عليّ، ولم يسمح لسهل بن حنيف أن يدخل الشام ويستلم منصبه كوالٍ عيَّنه عليّ، وكان مُعاوية قد استمال أهل الشام إليه، فالتفّوا حوله، وشكَّلوا قوَّة؛ يُناصرونه ويأتمرون بأمره، ويُوافقونه في عدم الهدوء حتى توقيع الحدّ على قتلة عُثمان. وفي المُقابل نجح عليّ في الحصول على تأييد أغلبيَّة المُسلمين في الأمصار؛ فعلى الرغم من أنَّهم كانوا يستنكرون مقتل عُثمان، حاولوا الحفاظ على وحدتهم من خلال الوقوف الحذر وراء الخليفة. بيد أنَّ موقف مُعاوية الرافض لم يكن الشاغل الوحيد للخليفة؛ إذ نما في أوساط بعض الصحابة أنَّ عليًّا يتهاون في مُعاقبة قتلة عُثمان، فقد ذهب إليه كُلٌّ من طلحة والزُبير مع نفر من أهل المدينة المنوَّرة، بعد أربعة أشهر من مقتل عُثمان، وطلبوا منه إقامة الحد على القتلة، فاعتذر إليهم بأنَّ القتلة لهم مدد وأعوان، وأنَّ الوقت لم يحن لذلك بعد؛ فالأولويَّة هي تهدئة الأجواء والنفوس واستقرار الأوضاع. ويبدو أنَّهما لم يقتنعا بوجهة نظره، فخرجا إلى مكَّة لأداء العُمرة، وهُناك لقيا عائشة بنت أبي بكر زوجة الرسول مُحمَّد، التي كانت تُندد بمقتل عُثمان ولا تُطيق رؤية المدينة، وقد وقعت تحت «سُلطة غوغاء الأمصار وبدو نهَّابين وعبيد آبقين»، الذين «سفكوا الدَّمَ الحرام، واستحلّوا البلد الحرام، وأخذوا المال الحرام، واستحلّوا الشهر الحرام»، وأنَّ الأمر لن يستقيم طالما لهذه الغوغاء أمر؛ فلا بُدَّ من المُطالبة بدمِ عُثمان. وسُرعان ما استقطبت دعوة عائشة كل الذين كانوا يُعارضون مقتل عُثمان بن عفَّان، أو يُحاولون إسقاط عليّ بن أبي طالب، وبخاصَّة أفراد الأسرة الأمويَّة؛ فانضمَّ إليها الكثيرون، وساروا إلى المدينة المنوَّرة، وهُناك رفض بعض الصحابة وباقي أمَّهات المؤمنين السير معها أبعد من ذلك، فخرج الثائرون بعدد كبير من الجنود إلى البصرة لإنزال العقاب بالقتلة هُناك أوَّلًا، فتمكنوا من السيطرة على المدينة وهزيمة عاملها. في ذلك الحين كان عليّ قد قرر الخروج نهائيًّا من المدينة المنوَّرة وجعل الكوفة مقرًّا له؛ فهي في نظره مُستقر أعلام ورجال العرب، وقد اتخذ هذا القرار من واقع استحالة البقاء في الحجاز الذي أفرغته الفتوح من طاقاته البشريَّة والاقتصاديَّة، وانتقال محاور الصراع الأساسيَّة إلى مناطق الأطراف البعيدة عنه، فخرج من المدينة في الأيَّام الأخيرة من شهر ربيع الثاني عام 36هـ. وما إن بلغ عليّ ومن معه من الصحابة الرُبذة بلغته تفاصيل ما جرى في البصرة، فسار بسرعة حتى بلغ موضع ذي قار؛ حيثُ انضمَّ إليه الآلاف من أهل الكوفة. وقد حاول عليّ حقن الدماء، ودعا إلى الصُلح حتى لا يُقاتل المُسلمون بعضُهم بعضًا، فاقتنع الزُبير وانسحب من المُواجهة ومضى نحو البصرة، بقصد العودة إلى الحجاز، لكنَّه قُتل غدرًا بوادي السباع. ووقعت المعركة بين التيَّارين الهاشمي والعُثماني في آخر شهر جمادى الآخرة سنة 36هـ الموافقة لسنة 656م، وانتهت بانتصار عليّ بن أبي طالب في يومٍ واحد، ثمَّ أعطى عليٌّ أمره إلى محمَّد بن أبي بكر بأن يوصل أخته عائشة إلى المدينة المنوَّرة، بعد أن جهَّزها بالزاد والمتاع، وسيَّر معها سبعين امرأة من عبد القيس في ثياب الرجال، وقيل أربعون امرأة، وكان طلحة قد أُصيب بسهمٍ في المعركة، فاعتزل القتال ثمَّ توفي جرَّاء النزيف. ودخل عليّ البصرة بعد المعركة؛ حيثُ بايعه البصريّون طائعين.

دولة الخِلافة الراشدة بعد التحكيم بين عليّ ومُعاوية:
الأقاليم الخاضعة لعليّ
الأقاليم الخاضعة لمُعاوية
الأقاليم الخاضعة لعمرو بن العاص

بعد ذلك كان علَى عليٍّ أن يُدخل مُعاوية بن أبي سُفيان في الطاعة مُجددًا، وظلَّ يأمل بحصول ذلك سلميًّا وأن يستقطب مُعاوية باللين ويُجنّب المُسلمين مزيدًا من إراقة الدماء، فأرسل إليه رسولًا من الكوفة هو جرير بن عبد الله البجلي ليدعوه إلى الجماعة ويحمله على البيعة، لكنَّ مُعاوية أمسك الرسول سالف الذِكر وأبقاه إلى جواره لحين وصول عمرو بن العاص من فلسطين بعد أن استدعاه لمُشاورته في الأمر، نظرًا لما عُرف عنه من الدهاء وسعة الحيلة. ولمَّا وصل عمرو إلى دمشق أغراه مُعاوية بولاية مصر مدى الحياة في حال انتصاره، فدبَّر له عمرو حيلةً مُحكمة يستغلُّها في حال الفشل في مواجهة عليّ بن أبي طالب، وتقضي هذه الحيلة برفع المصاحف على الرماح والدعوة لأن يكون القرآن حكمًا بينهما، الأمر الذي من شأنه أن يضع عليًّا في موقفٍ حرج؛ سواء قبل بالتحكيم أم رفضه، لأنَّ أي موقفٍ له سيُحدث انقسامًا في جيشه؛ حيثُ سيكونُ هناك فريقٌ رافض لكلِّ موقفٍ على حدٍّ سواء، فيتحوَّل الأمر لصالح مُعاوية. وهكذا أمر مُعاوية أصحابه بحمل مئات النسخ من المُصحف؛ حدَّدها المسعودي بخمسمائة، وسار بجيشه حتى بلغ صفّين قرب الفُرات؛ حيث احتكَّ بجيش عليّ في معركةٍ طاحنة استمرَّت عشرة أيَّام، رجحت فيها كفَّة عليّ على مُعاوية، ولمَّا أحسَّ معاويةُ باقتراب الهزيمة عمد إلى الحيلة المُدبَّرة، فرُفعت المصاحف عاليًا ونودي بالتحكيم.

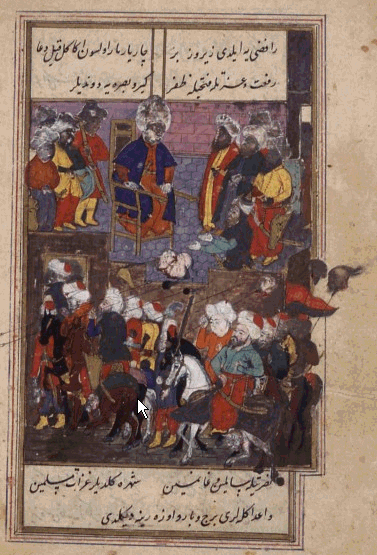
رسم تخّيُلي لمعركة صفّين.

قبِل عليٌّ بالتحكيم رغم أنَّه فطن للحيلة بحسب الظاهر، لكنَّه تاق لإنهاء الصراع بين المُسلمين، وفي شهر رمضان سنة 37هـ، المُوافق شهر فبراير سنة 658م، اجتمع الحكمان: عمرو بن العاص عن مُعاوية وأبو موسى الأشعري عن عليّ في دومة الجندل، وهُناك خدع عمرو بن العاص أبا موسى فأقنعه بوجوب خلع عليّ ومُعاوية وترك الخلافة شورى بين المُسلمين ليتفقوا على من يختارونه لأنفسهم، وتركه يتقدَّم عليه بإصدار الحُكم نظرًا لكبر سنّه، فأعلن خلع عليّ ومُعاوية، فتقدَّم عمرو بن العاص وأعلن خلع عليّ وتثبيت مُعاوية. ونتيجة قبول عليّ بالتحكيم وخداع مُعاوية خرج عن الهاشميَّة فئة أنكرت على عليّ قبوله بتحكيم الناس، مُعتبرةً أنَّ الحكم لله وحده، وطالبت المضيّ بالقتال حتى القضاء على مُعاوية، وهكذا انقسم أهل العراق الذين اعتمد عليهم عليّ، وكثُر خصومه، وأصبح لزامًا عليه قتال الخوارج الذين خرجوا على طاعته من أهل العراق، ليتفرَّغ لقتال أهل الشام بزعامة مُعاوية الذي اعتبر نفسه الخليفة بعد صدور قرار التحكيم، فأصبح الأمر شبيهًا بحروب الردَّة التي خاضها أبو بكر وأنقذ المُسلمين من التفكك، لكن عليًّا لم يتسنَّ له ذلك؛ فعلى الرغم من إنزاله الهزيمة بالخوارج في النهروان سنة 38هـ المُوافقة لسنة 658م، تمكَّن مُعاوية من ضم مصر وأطراف العراق وشمال الجزيرة والحجاز واليمن؛ حيث أرغم الناس على مُبايعته، فاضطرَّ عليّ إلى مُهادنته على أن يكون لعليّ مُلك العراق ولمُعاوية مُلك الشام. وفي أثناء ذلك اتفق ثلاثة من الخوارج؛ هم: عبد الرحمن بن ملجم الحميري، والبرك بن عبد الله التميمي وعمرو بن بكر التميمي على قتل عليّ ومُعاوية وعمرو في وقتٍ واحد، في أثناء صلاة الفجر في 17 رمضان سنة 40هـ، وقد استطاع عبد الرحمن بن ملجم إصابة عليّ بجُرحٍ بالغ فيما فشل الاثنان الباقيان، وتوفي عليّ بعد يومين من الحادثة عن 63 سنة، وقيل 65 أو 68، واختلفت الروايات في موقع دفنه، فقيل في دار الإمارة بالكوفة خوفًا عليه من الخوارج أن ينبشوا جثته، وقيل إنَّه حُمل على راحلته وأُطلقت في الصحراء فلا يعلم أحد أين قبره.

### عهد الحسن بن عليّ (41هـ/661م) ونهاية العصر الراشدي

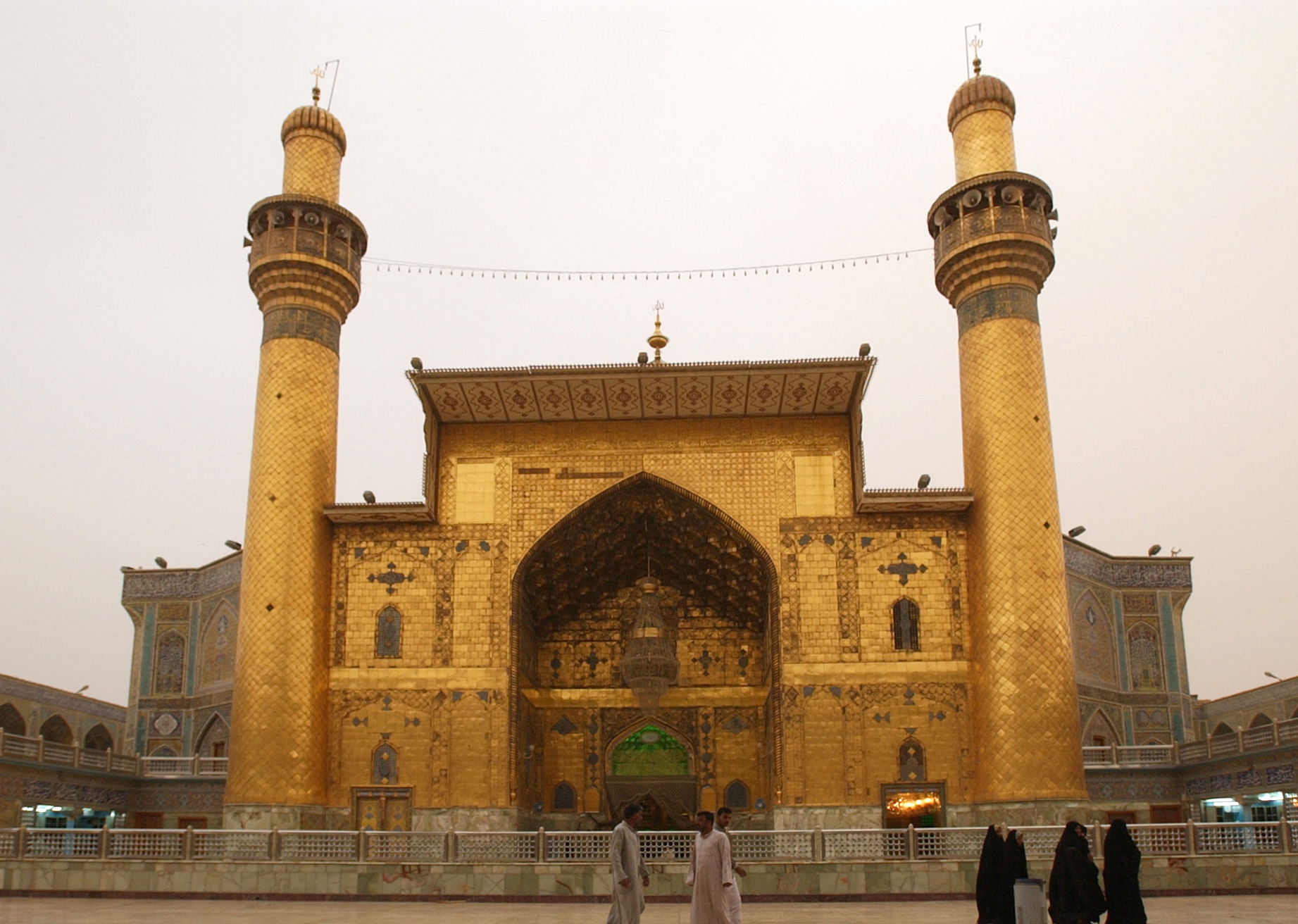
الروضة الحيدريَّة: مقام عليّ بن أبي طالب حسب الرواية الشيعيَّة.

بعد وفاة عليّ بن أبي طالب بويع الحسن، وهو أكبر أبنائه، في الكوفة. كما بويع مُعاوية من جديد في بيت المقدس، ودعاه أهل الشام بأمير المؤمنين. وكان الحسن لا يُريد القتال وينفر من الحرب، خاصَّةً وأنَّ مُعاوية تحرَّك نحو العراق ونزل الأنبار في طريقه إلى المدائن، فأراد أن يحقن دماء المُسلمين، وهو يُدرك توحّد كلمة أهل الشام حول مُعاوية وتفرّق أهل العراق رغم مُبايعتهم له؛ فلم يعد يثق بهم بعد أن خذلوه كما خذلوا أباه في صفّين. لذلك كتب إلى مُعاوية يُسالمه ويُراسله في الصلح، واصطلح معه على أن يتولّى مُعاوية الخِلافة ما كان حيًّا، فإذا مات فالأمر للحسن، ثمَّ تنازل عن الخِلافة لمُعاوية في شهر ربيع الأوَّل من عام 41هـ، الموافق لعام 661م، ودخل مُعاوية الكوفة وبايعه الناس ثمَّ عاد إلى دمشق بعد أن ولّى المغيرة بن شعبة على الكوفة، في حين رحل الحسن إلى المدينة المُنوَّرة لينزوي بها مع من بقي من الصحابة وأبنائهم. وقد سُمّي هذا العام «بعام الجماعة» لإجماع المُسلمين فيه على خليفةٍ واحد. عمل مُعاوية خلال عهده على جعل الخِلافة محصورة في البيت الأموي وجعلها وراثيَّة عن طريق البيعة لابنه يزيد، وبعد وفاة الحسن سنة 49هـ المُوافقة لسنة 670م، سنحت الفُرصة التي كان ينتظرها مُعاوية، فدبَّر مُبايعة ابنه من قِبل وفودٍ تنوب عن أهل العراق والشام، في حين عارض أبناء الحجاز، وبالأخص أبناء المدينة المُنوَّرة، وفي مُقدمتهم أبناء الصحابة عبد الرحمن بن أبي بكر، وعبد الله بن عُمر، وعبد الله بن الزُبير، وعبد الله بن عبَّاس، وعبد الله بن جعفر بن أبي طالب؛ عارضوا هذه الخطوة، فاستنكر عبد الرحمن بن أبي بكر ولاية العهد قائلًا: «والله ما الخيار أردتم لأمَّةِ مُحَمَّد، ولكنَّكم تُريدون أن تجعلوها هِرَقْليَّة؛ كلما مات هِرقْل قام هِرَقْل»، كما قال عبد الله بن عُمر: «إنَّ هذه الخلافة ليست بهرقليَّة، ولا قيصريَّة ولا كسرويَّة يتوارثها الأبناء عن الآباء ولو كان كذلك كنت القائمَ بها بعد أبي». لكنَّ مُعاوية تابع خطَّته؛ فقدِم إلى الحجاز في ألف فارس سنة 50هـ المُوافقة لسنة 671م، وأدّى فريضة الحجِّ بمكَّة ثمَّ دخل المدينة المُنوَّرة، وأمر القوم بمُبايعة يزيد تحت ضغط السيوف، فبايعه الناس. وهكذا انتهى عهد الدولة الإسلاميَّة الراشدة وبدأ عهد الدولة الإسلاميَّة الثانية؛ أي الأمويَّة، وتحوَّل نظام الحكم من الشورى وبساطة العيش إلى التوريث، وسارت على هذا النهج باقي دول الخِلافة الإسلاميَّة بعد الأمويَّة.

## التنظيم الإداري

### الخُلفاء والولاة والعمَّال
امتاز عصر الخلافة الراشدة باتِّباع الدولة مبادئ الشريعة الإسلامية، وكان التنظيم الإداري في الدولة يتألَّف من سلطة مركزية يترأسها الخليفة، وإدارات إقليمية تتفرَّع عنها للإشراف على ولايات الدولة المختلفة، تعمل مثل الإدارة المحلية في العصر الحديث، وعُمِلَ في إدارة الولايات على فصل السلطة التشريعية التي يترأسها الخليفة، عن السلطة التنفيذية التي يترأسها الولاة، كما فُصِلَ جهاز القضاء عن السلطة الحاكمة.
كانت الخلافة تتمُّ بالبيعة؛ حيث يبايع الناس الخليفة على أن ينتهج سنة الله والرسول محمد في حكمه لهم، وإن التزم بذلك فإن البيعة قائمة، وإن نكصه بَطَلَت وألغيت. وإذا ما التزم الخليفة، فإنَّ حكمه كان يدوم مدى الحياة، وكان الحكم الأول والأخير في جميع الأمور هو للخليفة نفسه. لم تكن هناك في عهد الخلفاء الراشدين قيادةٌ جماعية للدولة، ولم يكن للخليفة نائب ولا ولي ولا وكيل، إلا إن اضطرَّ للغياب فإنَّه يُعيِّن عندها من يتولَّى مكانه ويُدبِّر شؤون الدولة إلى حين عودته. تعد دولة الخلفاء الراشدين نظامَ الحكم الإسلامي المثالي في خلافة الرسول، خصوصًا في عهدي أبي بكرٍ وعمر، وهي النموذج الذي يصبو إليه مؤيِّدو الخلافة الإسلامية في العصر الحديث. ويَعدُّ بعض الدارسين والمؤرخين -خصوصًا الغربيُّون منهم- الخلافة الراشدة دولة ثيوقراطية، إلا أنَّ عددًا من الباحثين المسلمين في المقابل ينفون ذلك.
اختلفت سياسات الخلفاء الراشدين وطرق تعاملهم مع شؤون الدولة فيما بينهم؛ فكان لكلٍّ منهم معاييره الخاصة في انتقاء الولاة والعمَّال على أقاليم الدولة. فعمرُ كان يرى دائمًا تقديم الصحابة للولاية، وأما عثمانُ فلم يكن يهتم بذلك كثيرًا، وكان يضع الأولوية لقوة وأمانة الوالي، بينما كان عليٌّ يضع الأولوية للقوة والشدة، وعندما يأتي ولاته الأفعال غير المناسبة كان يعالج ذلك بمعاقبتهم وتقويمهم. ورغم ذلك اتَّجه جميع الخلفاء بالمجمل إلى تولية الصَّحابة لقدراتهم ومؤهلاتهم، وكان معظم ولاتهم من صحابة الرسول. ولم تدم ولاية العامل لمدَّة معيَّنة، وإنَّما كانت ترجع إلى رضا الخليفة عنه وعن نجاحه في إدارة ولايته. وقد شملت مهامُّ الوالي تحصين الثغور وتدريب الجنود وتقصِّي أخبار الأعداء، وتعيين العمال والموظَّفين الأقل رتبة على المدن، وإعمار الولايات؛ (كحفر العيون وشق الأنهار وتعبيد الطرق وإقامة الجسور والأسواق والمساجد وتخطيط المدن وغيرها). إلا أنَّ سلطات العمَّال وأعمالهم اتسعت تدريجيًّا مع تقدم الخلافة الراشدة، حتى امتلكوا في عهد عثمان سلطاتٍ عسكريةً كاملة؛ حيث يقومون بالفتوحات ويبنون الحصون، إلا أنَّ هذه الصلاحيات لم تتسع لتشمل السلطة المالية التي بقيت في أيدي عمَّال الخراج وجامعي الصدقات والزكوات.
بعد تولِّي أبي بكرٍ الحكم، رفض عددٌ من ولاة الرسول محمد أن يعملوا لغيره من الخلفاء، فتنازلوا عن مناصبهم، وقام أبو بكر بتعيين ولاة أَجِدَّة. قام عمر بن الخطاب، بعد الفتوحات الواسعة التي شهدها عصره، بتقسيم دولة الخلافة الراشدة إلى ولاياتٍ مختلفة، وعيَّن على كل ولاية منها عاملًا ينوب عنه في تدبير شؤون حكمها، وكان يراقب ويحاسب هؤلاء العمَّال بدقَّة؛ حيث كان أقسى الخلفاء الراشدين في معاملة الولاة وأشدَّهم إصرارًا على التقشُّف والتزام العدل، حتى إنه كان يستدعيهم في الحج من كلِّ عامٍ لتفقُّد أحوالهم، وكان يطلب من حملة البريد أن يقفوا، (بعد وصولهم إلى الولايات والأقاليم)، فيسألوا الناس من عنده شكوى على الوالي، وذلك ليرسلها إلى الخليفة دون تدخُّل الوالي نفسه وحيلولته دون وصول الشكوى. وإلى جانب العمال، كان في كل ولاية قاضٍ لتولِّي القانون، وعامل خراج لتحصيل الضّرائب. وأسَّس عمر عدَّة أنظمةٍ للمساعدة في إدارة هذه الأقاليم وتنظيمها؛ من أبرزها العسس والحسبة والبريد والقضاء. وقرَّر عمر أن الأراضي المفتوحة يجب أن تظلَّ تحت إدارة فاتحيها لأنهم الأدرى بها والأكثر قدرةً على الانتفاع منها، فعُرِفَ ذلك باسم الخراج، وقد أمر عمر بإلغاء العديد من الضرائب التي قد فرضها الفرس والبيزنطيون، وأعفى النساء والأطفال والشيوخ والفقراء من أداء الجزية. إلا أنَّ عثمان لم يدر الدولة في تَعييِن الولاة بنفس صرامة عمر؛ إذ يعتقد الكثيرون أنه حابى بعض أقربائه ونسبائه بمنحهم منصب الولاية، فكان ذلك سببًا في ثورة أهالي الأقاليم عليه وتشكِّيهم من ظلم أقربائه. وقد خلع عليٌّ عند تولِّيه الخلافة معظم ولاة عثمان، ورغم أنه ولَّى عمالًا من أقاربه مثل عثمان، إلا أنَّه حاسبهم بصرامةٍ عندما ارتكبوا التجاوزات؛ مثل عبد الله بن عباس الذي عزله عن البصرة.

### الولايات والأجناد
انقسمت دولة الخلافة الراشدة في عهد أبي بكر إلى سبع ولايات؛ هي: الحجاز ونجد والبحرين وعمان واليمن (مع حضرموت) والعراق والشام. وكانت المدينة المنورة عاصمة الدولة التي تخضع لإدارة الخليفة المباشرة، فإن تغيَّب لسببٍ ما ولَّى أحدًا مكانه عليها إلى حين عودته. وكان تقسيم الدولة في عهد أبي بكر أشبه بامتدادٍ للتقسيم الذي تم العمل به في العهد النبوي. لكن الدولة اتَّسعت اتساعًا كبيرًا في عهد عمر حتى شملت الكثير من البلاد الجديدة، وكان سُكَّان هذه البلاد من الشعوب المتحضِّرة المتطورة، فأخذ العرب عنهم وسائلهم في التَّقسيم الإداري، ويعد عمر أوَّل من وضع نظام تقسيم إداريٍّ متطور للدولة الإسلامية. انقسمت فارس في عهد الدولة الراشدة إلى ثلاث ولايات، والعراق إلى ولايتين (البصرة والكوفة)، والشام إلى ولايتين (دمشق وحمص، وفلسطين ولاية مستقلة)، وشمال أفريقيا إلى ثلاث ولايات. ولم يشهد عهد عثمان ولا عهد علي لاحقًا تغيّرات أو تطوّرات إداريَّة ذات شأن بعد ما أنجزه عمر. قام عمر خلال فترة تولِّيه الخلافة بتوحيد اليمن تحت حكم والٍ واحد، وأما بلاد الشام فقد عاملها كمقاطعاتٍ عسكرية مؤقتة؛ حيث قُسِّمَت بين فاتحيها إلى خمسة أقسامٍ سُمِّيت أجنادًا، وكانت هذه الأجناد هي: جند دمشق وجند حمص وجند قنسرين وجند الأردن وجند فلسطين (ولم يُستَعمل تقسيم الأجناد هذا في أية ولاية أخرى من ولايات الدولة). وكان بعض هذه الأجناد يُجمَع أحيانًا تحت إدارة والٍ واحد؛ حيث ضُمَّت - على سبيل المثال - قنسرين وحمص معاً إلى معاوية بن أبي سفيان عام 31 هـ، وبعدها جند فلسطين، وكذلك كانت اليمن تُقسَّم أحيانًا إلى ولايتين؛ فيتبع قسمٌ منها صنعاء والآخر الجند، وأحيانًا أخرى تُوحَّد ضمن ولاية واحدة.

### الشورى
تفاوت الخلفاء الراشدون في منهج تطبيقهم للشورى وتعاملهم مع السياسة؛ فكان أبو بكرٍ على سبيل المثال يستشير ثم يُقرِّر، بينما كان عمر يستشير ثم يُنفِّذ. ولم يكن مجلس الشورى في عصر الخلفاء الراشدين يتألَّف من عددٍ محدد من الناس، ولم تكن آراء أهل الشورى ملزمةً للخليفة، ولم تكن تتخذ القرارات فيه بالأغلبية أو بالجماعة، بل كان البتُّ الأخير في الأمر للخليفة نفسه. اعتمد أبو بكر وعمر بن الخطاب وعثمان بن عفان بصورةٍ كبيرة على الشورى؛ فكانت لها آثارٌ إيجابية كبيرةٌ خلال فترات حكمهم، وساعدت على اتخاذ وتسوية القرارات والخلافات في تدبير شؤون الدولة. لكن، من جهةٍ أخرى، اختلفت هذه الحال في عهد علي؛ ففي بداية حكمه كان يستشير صحابة المدينة مثل باقي الخلفاء الراشدين، وكانت أمور الشورى تسير جيدًا، إلا أنَّه بعد انتقاله إلى الكوفة لم يكن حوله من يعتمد عليه من الصحابة؛ فقد أصبح معظم من حوله من جيل التابعين الأقل منزلة، فخسرت الشورى نتائجها المرجوَّة التي حقَّقتها في عهد من سبقوه من الخلفاء. ورغم أن الشورى استمرَّت في الدولة الإسلامية بعد انقضاء عهد الخلفاء الراشدين لم تكتسب قطٌّ الأهمية والقوة التي اكتسبتها في عهدهم.
للشورى في عهد الخلفاء الراشدين أمثلة كثيرة، كان منها ما عَقَبَ وفاةَ الرسول مباشرةً؛ حيث كان قدْ أعد جيشًا بقيادة أسامة بن زيد لغزو الدولة البيزنطية، وعسكر الجيش خارج المدينة ينتظر حشد المقاتلين، إلا أنَّ النبي محمَّداً توفِّي في هذه الأثناء، وبدأت حركة الردة. وأمر أبو بكرٍ أسامة بالسير بجيشه، لكنَّ عددًا من الصحابة قلقوا من تهديد المرتدِّين للمدينة بينما يتجه كلُّ رجاله لغزو الروم، فجاء إلى أبي بكرٍ، عمر وعثمان وأبو عبيدة بن الجراح وسعد بن أبي وقاص وسعيد بن زيد، وطلبوا منه تأجيل حملة أسامة إلى ما بعد القضاء على حركة الردة، حتى يأمنوا خطر المرتدِّين، إلا أنَّ أبا بكرٍ أقنعهم بعد أن ذكَّرهم بتوصية الرسول بإنفاذ حملة أسامة وهو على فراش الموت. وقد أعاد أبو بكرٍ الكرة عند وفاته؛ حيث طلب من الصحابة في البداية اختيار خليفتهم بأنفسهم، فلمَّا احتاروا في أمرهم طلبوا منه أن يرشِّح لهم أحدًا، ففكَّر في عمر، وأخذ يشاور الصَّحابة في أمره، حتى قرَّر ترشيحه للخلافة. ويمكن القول بأنَّ مجلس شورى أبي بكر تألَّف بصورةٍ أساسية من عمر وعثمان وعلي وعبد الرحمن بن عوف ومعاذ بن جبل وأُبَيّ بن كعب وزيد بن ثابت.

### الشرطة
اتَّسم جهاز الشرطة في عهد الخلافة الراشدة بالبساطة، وكان في البداية تابعًا للنظام القضائي؛ يُعنَى بتطبيق الأحكام القضائية، ثمَّ تطور فانفصل عن القضاء وصار لكلِّ مدينةٍ نظام شرطة. لم يكن للشرطة وجودٌ حقيقيٌّ طوال عهدي أبي بكرٍ وعمر؛ حيث كانت الدولة عسكرية اعتمدت في الجيش على حماية أمنها، لكنَّ الحاجة برزت للشرطة بعد انقضاء عهد عمر. كان أول من أسَّس نظام العسس للقيام بمهامّ الشرطة في الليل هو عمر بن الخطاب، والذي كان يتولَّى مهامَّ العسس هذه بنفسه مع الصحابي عبد الرحمن بن عوف، وكان كذلك أول من أنشأ حبسًا لاعتقال الجناة؛ أطلق عليه السّجن (بعد أن كان هؤلاء يحبسون في المساجد)، ثم قام عثمان بتأسيس أجهزة شرطة في الولايات والأقاليم؛ فكان أول من أنشأ جهاز الشرطة في الدولة الراشدة، وقام من بعده علي بن أبي طالب بتنظيم جهاز الشرطة في عهده، وعيَّن له رئيسًا يُسمَّى صاحب الشرطة، وعُرِفَت هذه باسم شرطة الخميس.

### القضاء
اهتمَّ الخلفاء الراشدون بتحرِّي العدل وتطبيقه طوال فترة حكمهم، لكونه إحدى قيم المجتمع الإسلامي المهمة، وقد قامت الدولة الراشدة على احترام حقوق الإنسان والعدل، رغم أنَّ هذه القيم انهارت بدرجةٍ كبيرة بعد انتهاء الدولة وانبثاق الخلافة الأموية وما تبعها من دولٍ عنها. قام أبو بكر في عهده - مثل الرسول محمد - بأداء مهمَّة القضاء والتحكيم بنفسه، إلى جانب عددٍ من الصحابة الذين كان يستشيرهم الناس، وكان أول من بدأ بتعيين القضاة على ولايات الدولة وأقاليمها البعيدة هو عمر؛ فقد كان عمر أوَّل من فصل السلطة القضائية عن سلطة الحكم، وعيَّن قضاة لكل الولايات، وقد قام بسنِّ قوانين وأحكام لقضاة الدولة ليسيروا عليها، وأمرهم بتحرِّي العدل.

### الدواوين
نشأ نظام الدواوين في الدولة الإسلامية خلال عهد الخليفة عمر، واختلف المؤرخون في توقيت هذا؛ فيقول الطبري إن الدواوين تأسَّست عام 15هـ (636م)، بينما يذكر الماوردي أنها تأسَّست عام 20هـ. ويُروَى أنَّ ذلك كان عندما جاء أبو هريرة من إقليم البحرين ومعه نصف مليون درهم، فخطب عمر بالناس مقترحًا طرقًا لتوزيعها، وكان أن أشار أحد الحاضرين إلى تدوين ديوانٍ تُسجَّل فيه هذه الأجور، فأمر عمر بذلك. ولاحقًا مع ازدياد تدفُّق أموال الغنائم من فتوح فارس والشام ظهرت الحاجة إلى تنظيم توزيع وتشغيل هذه الأموال، فأنشأ عمر لذلك ديوان بيت المال، وكانت تلك بداية العمل بالدواوين في تاريخ الإسلام. وقد توسَّعت الدواوين لاحقًا، فنشأ ديوان العطاء لتنظيم منح الأعطيات للناس، (وفاضل عمر بين الناس، فجعل الأولوية لآل البيت، فالأسبق إسلامًا، فالأسبق جهادًا، فالأقدر قتالًا)، وكذلك ديوان الجيش لتسجيل أسماء الجنود والمقاتلين وتنظيم صرف مُرتَّباتهم، وديوان الاستيفاء لتسجيل وحساب خراج البلاد المفتوحة.

## الاقتصاد

### الموارد الاقتصاديَّة
سارت دولة الخِلافة الراشدة بمنهج يعمل على تحقيق التوازن بين مواردها ومصارفها، وكانت حاصلاتها تأتيها عن طريق: الزكاة، والعُشور، والجزية، والأخماس، والفيء، والخَراج، والغنائم العسكريَّة. أمَّا الزكاة فهي المبلغ السنويّ الذي يتوجَّب على كُل مُسلمٍ أن يدفعه بحال تخطَّت ثروته نسبة مُعيَّنة، وهي فريضة من الفرائض الإسلاميَّة ورُكنٌ من أركان الإسلام، أمَّا فُقراء المُسلمين المُعدمين أو الذين لم تتخطّ ثروتهم تلك النسبة فلا تُفرض عليهم الزكاة؛ بل قد يكونون من مُستحقيها. وتصل نسبة ما يدفعه المُسلم المُقتدر منها سنويًّا إلى 2.5% من دخله السنويّ، وقد سار الخُلفاء الراشدون على نهج النبيّ مُحمَّد الذي شرَّعه الإسلام؛ فكانوا يجمعون الزكاة ويوزعونها على فُقراء المُسلمين بالعدل.
أمَّا الخَراج فهو الضريبة المفروضة على الأرض التي فتحها المُسلمون عنوة ـ أي بالسيف ـ ولم تُقسم بين الغانمين، فهذه تصير للمُسلمين؛ يضرب الإمام أو الخليفة عليها خَراجًا معلومًا يُؤخذ في كل عام، وتقر في أيدي أربابها ماداموا يؤدون خراجها؛ سواء أكانوا مُسلمين أم كانوا من أهل الذمَّة، ولا يسقط خراجها بإسلام أربابها ولا بانتقالها إلى مُسلم، بل إذا أسلم أهلها أو انتقلت إلى مُسلم يجتمع مع الخراج أيضًا عُشر ما تخرج، زكاةً عليها، ولا يمنع أحدهما وجوب الآخر، وهذا وفق رأي جمهور العُلماء المُسلمين. وأوَّل من وظَّف الخراج هو عُمر بن الخطَّاب، عندما فُتح العراق؛ حيث اجتهد مع الصحابة، ولم تُقسم بين الفاتحين وضرب عليها الخَراج، وكذلك سائر ما فُتح في عصره، كأرض الشام ومصر وغيرهما؛ لم يقسم منهما شيء، وضرب عليهما الخَراج. وكان هُناك نظامان لجباية الخَراج: نظام المُقاسمة ونظام الالتزام، وكان الخُلفاء الراشدون يُعينون عمَّالًا مُستقلين عن الولاة والقادة لجباية الخَراج، وكان يجب أن تتوفر فيمن يتولى جباية الخَراج شروط مُعيَّنة؛ فيجب أن يكون فقيهًا وعالمًا ومشاورًا لأهل الرأي، ويشتهر بالعفَّة والتُقى. أمَّا نصاب الخَراج فهو ما يُعادل عشرين دينارًا ذهبيًّا.
كذلك اعتمدت دولة الخِلافة الراشدة على «العُشور»، وهي ما يُقابل الجمارك والضرائب على التجار في الزمن المُعاصر، وأوَّل من اعتمدها كان عُمر بن الخطَّاب كذلك؛ فبعد فتح الشام كتب إليه أبو موسى الأشعري يُخبره أنَّ السلطات البيزنطيَّة في الشام كانت تأخذ من التجار العُشر قبل الفتح الإسلامي، وكانوا يأخذون من التُجَّار المُسلمين نفس القدر، فكتب له عُمر أن يأخذ منهم كما كانوا يأخذون من تُجَّار المُسلمين، وأن يأخذ من تُجَّار أهل الذمَّة نصف العُشر ومن المسلمين 2.5%، وجعل حد الإعفاء 200 درهم. أمَّا الجزية فهي مبلغٌ من المال يدفعه من توافرت فيه شروطٌ خاصَّة، وتُشبه الخَراج، ووجبت على أهل الكتاب الذين سبقوا المُسلمين في الإيمان بالله، وهم اليهود والمسيحيون والصابئة المندائيون، كما وجبت الزكاة على المُسلمين حتى يتكافأ الفريقان في عيشهما في وطنٍ واحد، والجزية تجب على الرجال الأحرار العُقلاء الأصحَّاء القادرين على الدفع، ولا تؤخذ من المسكين الذي يُتصدَّق عليه، أو الأعمى أو المُقعد، ولا تجب على النساء والأطفال. وبناءً على هذا كان المُسلمون يعفون من الجزية الرُهبان والمطارنة والأحبار المُعتكفين في الأديرة والصوامع، أمَّا نسبتها فكانت تقل عن نسبة الزكاة التي يدفعها المُسلمون؛ أي أقل من 2.5% سنويًّا.
كانت الغنائم العسكريَّة أحد موارد الدولة الإسلاميَّة الرئيسيَّة؛ فقد أصاب المُسلمون نجاحًا كبيرًا في فتوحاتهم وعادوا بغنائم عظيمة، في مُقدِّمتها غنائم قصور فارس وإيوان كسرى، التي قيل إنَّها كانت «تفوق الوصف لكثرتها وعظمتها»، حتّى أصاب الفارس منهم اثني عشر ألف دينار بعد أن عثروا على كنز كسرى في القصر الأبيض مما لم يستطع يزدجرد حمله فأخفاه في القصر، فأُرسلت تلك الغنائم إلى عُمر في المدينة؛ حيثُ قام بتقسيمها بين المُسلمين على أساس الخُمس، وبناءً على هذا، فإنَّ الخُمس يُقصد به دفع خُمس المال المغنوم في الحرب وفق ما جاء في القرآن: ﴿وَاعْلَمُوا أَنَّمَا غَنِمْتُمْ مِنْ شَيْءٍ فَأَنَّ لِلَّهِ خُمُسَهُ وَلِلرَّسُولِ وَلِذِي الْقُرْبَى وَالْيَتَامَى وَالْمَسَاكِينِ وَابْنِ السَّبِيلِ﴾، وهي محل خِلاف حاليًا بين السُنَّة والشيعة. أخيرًا، كان من بين موارد الدولة الماليَّة المالُ الفيء، وهو كُل ما حصل عليه المُسلمون من ممتلكات الحربيين بدون قتال، وهو يُطلق أيضًا على ما بذله الطرف الآخر من أموال ومعدات للمُسلمين كي يكفّوا عن قِتالهم، وقد ورد ذِكره في القرآن بسورة الحشر: ﴿مَا أَفَاءَ اللَّهُ عَلَى رَسُولِهِ مِنْ أَهْلِ الْقُرَى فَلِلَّهِ وَلِلرَّسُولِ وَلِذِي الْقُرْبَى وَالْيَتَامَى وَالْمَسَاكِينِ وَابْنِ السَّبِيلِ﴾.

### بيتُ المال
عرَف المُسلمون نِظام بيتِ المال مُنذ عهد النبيّ مُحمَّد؛ فقد كان النبيُّ يُعينُ أُمراء وعُمَّال الأقاليم، وكانت مُهمَّة كُل أمير أن يقوم بجمع الصدقات والجزية وأخماس الغنائم والخَراج. وفي عهد عُمر بن الخطَّاب اضطرَّ المُسلمون إلى تنظيم الجهاز المالي للدولة تنظيمًا أدق وأشمل، بسبب توسّع الفتوحات وتدفّق الأموال على العاصمة، وازدياد عدد المُسلمين بما في ذلك من تجب عليه الصدَقة؛ فأمر عُمر على الفور بوضع الدواوين على غِرار دولتيْ الروم والفُرس، فأنشأ ديوان العطاء وديوان الجُند وديوان الجباية، وقيل إنَّ خالد بن الوليد أو الهُرمزان أو الوليد بن هشام بن المُغيرة، أشار بإنشاء مثل هذه الدواوين لإحصاء الأموال وطريقة توزيعها. وكانت سياسة عُمر بن الخطَّاب تقوم على عدم ادِّخار الأموال في بيت المال للنوائب؛ بل كان يجري توزيعها لمستحقيها أولًا بأوَّل؛ فيذكر ابن الجوزي أنَّ عُمرَ كان يُفرغُ بيت المال مما فيه، لتوزيعه على مستحقيه كُلَّ عام. كما كان عليّ بن أبي طالب يُقَسِّم أموال بيت المال كُلَّ جُمعة حتى لا يُبقي فيه شيئًا؛ «خوفًا من فتنة المال على الراعي والرعيَّة». وكان الخُلفاء الراشدون يفصلون بين الإدارتين السياسيَّة والماليَّة؛ فقد عيَّن عُمر بن الخطَّاب عمَّار بن ياسر على إمارة الكوفة، وبعث معه عبد الله بن مسعود على بيت المال، وجعله «مُعلِّمًا ووزيرًا». وكان ينالُ أهل الكتاب من الذين يتطوعون في الخدمة بالجيش الإسلامي أجرتهم من بيت المال.

### العُملة النقديَّة

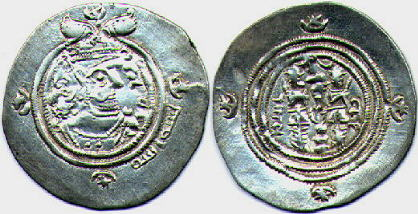
عملة نقديَّة فارسيَّة تعود للعهد الراشدي أُضيف إليها نقش البسملة.

كان النظام المالي القائم في بداية العهد الراشدي هو نفس النظام الذي ساد في صدر الإسلام، وهو نفسه الذي ساد أيَّام الجاهليَّة قبل ظهور الإسلام، وأقرَّه النبي مُحمَّد، وسار عليه أبو بكر ثمَّ عُمر في بداية عهده، ولكن عندما اصطدمت الخِلافة الإسلاميَّة بدولٍ ذات أنظمة نقديَّة ثابتة، في فارس والشام ومصر، أصبح من الضروري التعامل مع تلك الأنظمة بنظامٍ نقديّ ثابت بدوره، فأظهرت الحاجة ضرورة وجود عملات تضربها الدولة الإسلاميَّة، فظهرت عملات عُمر بن الخطّاب.
وأبقى عُمر على النقود الذهبيَّة والفضيَّة التي كانت مُتداولة وعليها نقوشٌ بيزنطيَّة مسيحيَّة أو فارسيَّة، لكنَّه أضاف إلى هذه النقود كلمة «جائز» ليُميِّزها عن النقود الزائفة. وفي سنة 18هـ المُوافقة لسنة 639م، أصبح عُمر أوَّل من ضرب النقود في الإسلام، فاعتمد النقش الفارسي، وأضاف إليها عبارة «الحمد لله» وفي بعضها «لا إله إلَّا الله» وعلى جزء منها اسم «عُمر». أمَّا عُثمان بن عفَّان فاكتفى بنقش «الله أكبر».

## التركيبة السكَّانيَّة

### المُسلمون
كان مجتمع المسلمين متماسكًا بقوَّة في بداية عصر الخلافة الراشدة، وكان الناس راضين عن الحكم. وكانت الدولة في هذه الفترة لاتزال متواضعة اقتصاديًّا؛ فقد عاش سكانها حياة بسيطة، وانشغلوا بالقتال والفتوحات بدلا من تحسين ظروفهم المعيشية. إلا أنَّ المال بدأ يكثر بعد ذلك نتيجة الفتوحات، خصوصًا في عهد عثمان، فارتفعت معيشة الناس، وأصبحوا أكثر تطلًّبًا. ومع توسُّع الدولة وازدياد وتيرة الفتوحات، أخذت التركيبة السكانية بالتغيُّر؛ إذ استقرَّ كثيرٌ من العرب والمسلمين الفاتحين في البلاد المفتوحة حديثًا، فأقاموا فيها، واختلطوا بسكانها. ومن جهةٍ أخرى، قلَّ سكان شبه الجزيرة العربية من العرب والمسلمين؛ إذ توجَّه كثيرٌ منهم إلى الأمصار الجديدة للقتال أو غيره، خصوصًا سكان المدينة، بينما كانَّ الأجانب من الموالي والرق يتدفقون إلى المنطقة قادمين من الأقاليم المفتوحة، فتغيَّرت تركيبتها بصورةٍ كبيرة نتيجة لذلك، فأصبحت منطقةً مختلطة لا متجانسة. وقد تشكَّلت بعض الفئات الطبقية في المجتمع بسبب هذه التغيُّرات، على عكس ما كان في السَّابق. انقسم المسلمون انقسامًا كبيرًا في عهد عثمان؛ إذ بدأ البعض بالاعتراض على عددٍ من السياسات التي كان ينتهجها في الحكم، واندلعت الفتنة في الدولة، حتى انتهى الأمر باقتحام منزل عثمان وقتله. استمرَّ هذا الانقسام في أيَّام علي، خصوصًا في بني أميَّة الذين ترك العديد منهم المدينة متّجهين إلى مكة، وتفرَّق المسلمون بين فئتين: أنصار علي ومؤيّدي خلافته (شيعة علي)، وأنصار عثمان المطالبين بالثأر من قتلته (شيعة عثمان)، وكان من أبرز قادة الفئة الثانية معاوية بن أبي سفيان وعائشة زوجة النبي محمَّد، وتطوَّر هذا الانقسام إلى صراعٍ ومعارك عدَّة دارت بين الطرفين؛ من أبرزها موقعة الجمل ومعركة صفين. وازداد الانقسام حدة بظهور فئة جديدة أطلق عليها الخوارج؛ انشقوا عن معسكر علي بن أبي طالب، وظلَّ الأمر على هذه الحال حتى مقتل عليّ على يد أحد هؤلاء الخوارج في رمضان عام 40هـ (فبراير عام 661م)، وتسليم الحسن بن علي الأمر إِلى معاوية بن أبي سفيان، لتنتهي بذلك دولة الخلافة الراشدة وتخمد الفتنة.

### الموالي وأهل الذمة
بصورةٍ عامة؛ التزم الخلفاء الراشدون في تعاملهم مع غير المسلمين وغير العرب من سكان الجزيرة العربية والأقاليم المفتوحة من (الموالي وأهل الذمة) نفس أسلوب الرسول محمَّد، وذلك بضمان حقوقهم وكفل حرياتهم، ويؤيد ذلك الكثير من الباحثين المسلمين، إضافةً إلى عددٍ من المستشرقين والباحثين الأوروبيّين؛ مثل توماس أرنولد وغوستاف لوبون. وقد كان العاجزون والفقراء من غير المسلمين في الأماكن المفتوحة يُعفَون من الجزية، وأحياناً كانت تتمُّ إعانتهم بأعطياتٍ من بيت مال المسلمين. وكان أبو بكرٍ يأمر قادة الفتوحات بألا يتعرَّضوا لأماكن عبادة غير المسلمين ولا يضايقوا أهلها، كما أعطى قادته العسكريّين عدَّة توصيات أخرى لإحسان معاملة أهل الشام غير المسلمين عند فتحها؛ فقال: «يا أيُّها الناس، قِفُوا أوصِّيكم بعشرٍ فاحفظوها عني: لا تخونوا، ولا تغلوا، ولا تغدروا، ولا تمثلوا، ولا تقتلوا طفلاً صغيرًا ولا شيخًا كبيرًا ولا امرأة، ولا تعقروا نخلًا، ولا تحرقوه، ولا تقطعوا شجرةً مثمرة، ولا تذبحوا شاة، ولا بقرة، ولا بعيرًا إلا لمأكلة، وسوف تمرُّونَ بأقوامٍ قد فَرَّغوا أنفسهم في الصوامع فدعوهم وما فرَّغوا أنفسهم له». وكذلك خطب عمر عند دخوله القدس فاتحًا معطيًا أهلها الأمان وكافلًا حرّياتهم الدينية، وكتب عمرو بن العاص في عهده لأهل مصر بعد فتحها: «هذا ما أعطى عمرو بن العاص أهل مصر من الأمان على أنفسهم ومِلَّتِهم، وأموالِهِم، وكنائِسِهم، وصُلُبهم، وبَرِّهِم، وبحرهم، لا يدخل عليهم شيء من ذلك، ولا يُنتَقَص، ولا يساكنهم النُّوب (أي أهل النوبة)».
هناك خلافٌ بين الباحثين على معاملة أعطيات المال الممنوحة للموالي (غير العرب) في الدولة الراشدة؛ حيث يذهب البعض إلى أنَّهم حظوا بالمساواة، بينما يقول آخرون بأنه كان هناك بعض التمييز بينهم وبين العرب. تظهر المصادر التاريخية أن عهد أبي بكرٍ شهد مساواة تامة بين العرب والموالي؛ فكان يسمح لهم بالانضمام إلى الجيش للمشاركة في المعارك، وكانوا يتلقَّون نفس أعطيات العرب المسلمين، وكانت لهم مشاركة هامة في العديد من الفتوحات؛ كفتح الشام وغيره. وأما عمر فقد فاضل بين عامة الناس بأن أعطى الأولوية في العطاء لآل البيت، ثم الأسبقين إسلامًا، ثم الأسبق إلى الجهاد، إلا أنَّ هذه المعايير طُبِّقت على الجميع بالتساوي، ولم تكن فيها معاملة خاصَّة للموالي. ورغم ذلك شهد عهد عثمان بعض المفاضلات في العطاء؛ حيث مُنِحَت امتيازاتٌ أكبر في العطاء للموالي المتزوّجين من النساء العربيَّات، وكانت هذه السياسة وما شابهها من سياساته المالية من أسباب ثورة أهل الكوفة في العراق عليه. أما علي فقد حرص - بعكس عثمانٍ - على إرضاء قبائل الكوفة؛ فألغى هذه المفاضلة، وساوى العطاء مرَّة أخرى بين العرب والموالي.

## الجيش

### القوَّات البريَّة

رسم تخيُّلي لِما كان عليه لِباس الجُنود المُسلمين زمن الخُلفاء الراشدين.

كان عُمر بن الخطَّاب أوَّل من نظَّم الجيش الإسلامي تنظيمًا حديثًا، بعد أن رأى ضرورة ذلك بفعل اتساع رقعة الإسلام، وأدرك أهميَّة الجيش في نشر الإسلام حتى أقصى الأصقاع المعروفة، لذلك أوجد فرقًا نظاميَّة يُقدَّر كلٌّ منها بأربعة آلاف فارس، لتُرابط في كُل بلد من البُلدان الداخلة ضمن الحظيرة الإسلاميَّة. وهذا يعني تأسيس جيشٍ نظاميّ ثابت يُقدّر باثنين وثلاثين ألف فارس، عدا المُشاة والمُتطوعين مما يكفل حماية الدولة، ونظَّم الرُتب في الجيش على أساسٍ عشريّ؛ فكان «أمير الجيش» على رأس عشرة آلاف عسكريّ أو أكثر بقليل، و«أمير الكردوس» على ألف، و«القائد» على مئة. وكان أبرزُ جزء من سلاح المُشاة هو المُبارزين، وهؤلاء كانوا في الغالب من أكثر الرجال قوَّةً وشدَّةً، ومُهمَّتهم الأساس تقويض الروح المعنويَّة للعدوّ؛ فكانوا يتقدمون لتحدّي أبطال الجيش المُقابل وقتلهم قبل بداية المعركة. أمَّا سلاح الفُرسان فكان أحد أنجح أسلحة ذلك العصر، واشتهر بكونه سلاحًا خفيفًا اعتمد عليه المُسلمون في مُقارعة الروم والفُرس في اليرموك والقادسيَّة، فكان سببًا من أسباب تفوقهم؛ إذ إنَّ الفُرس والروم لم يُحسنوا استعمال هذا السلاح كما استعمله العرب، وكان هذا السلاح ينقسم إلى خيَّالة وهجَّانة، والخيَّالة هم الفرسان مُمتطو الخيول، والهجَّانة هم مُمتطو الجِمال، وبعض تلك الأخيرة كان يُستعمل في القتال وبعضها الآخر في نقل المياه والمؤن. بالإضافة إلى سلاح الفُرسان والمُشاة، قام خالد بن الوليد بتنظيم سلاح الجاسوسيَّة، وكانت مُهمَّته الأساسيَّة ضبط مُخابرات العدوّ ومعرفة تحرُّكاته ونشاطاته، وكان الكثير من الجواسيس من أبناء القبائل العربيَّة قاطنة المناطق حديثة الفتح.
كان الجيش الإسلامي في عهد الخُلفاء الراشدين يتسلَّح بأسلحة عهده المألوفة، وفي مُقدمتها السيوف العربيَّة القصيرة، والسيوف الفارسيَّة الطويلة والرماح والقسيّ والسهام، وبعض هذه الأسلحة حصل عليها العرب عبر التجارة مع الشام والعراق وفارس وبيزنطة ومصر، وبعضها الآخر كان غنيمة المعارك مع الروم والفُرس. وكان المُشاة أكثر الجنود تذرُّعًا، وارتدوا في بداية عهدهم الجلد القاسي المصنوع محليًّا في شبه الجزيرة العربيَّة، ثمَّ تحوَّلوا إلى ارتداء دروعٍ سلسليَّة؛ يُحتمل أنَّها كانت من الغنائم. وكان الفارس والراجل يحمل درعًا مصنوعًا من الجلد المُقوّى، يقيه ضربات السيوف ويحميه من السهام. ولمَّا احتكَّ المُسلمون بالروم في أطراف شبه الجزيرة العربيَّة وفي الشام، اقتبسوا عنهم استعمال أسلحة الحِصار؛ مثل: المنجنيق والأبراج والدبَّابة وأكباش الدَّك.

### القوَّات البحريَّة

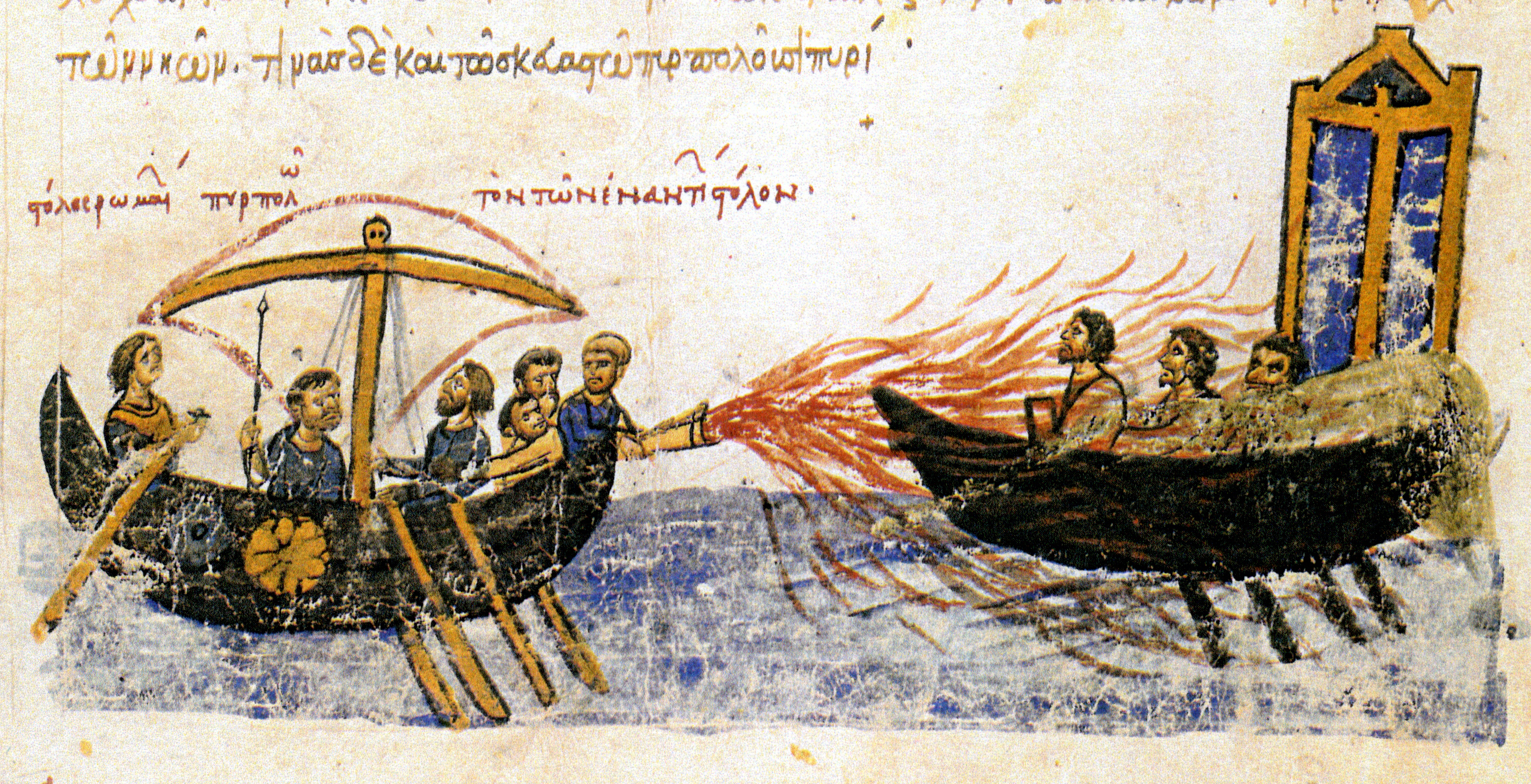
نموذج عن السفن البيزنطية التي اقبسها المسلمون عن الروم.

كان عُمر بن الخطَّاب يكره ركوب البحر، ونهى قادة جيشه عن القتال فيه، وقد قام بعزل العلاء بن الحضرمي والي البحرين لأنَّه ركب البحر في اثنيْ عشر ألفًا غازيًا بلاد فارس. وكان عامل الشام مُعاوية بن أبي سُفيان قد كتب إلى عُمر بن الخطَّاب يطلب الإذن بإنشاء أسطول بحري إسلامي يواجه الروم ويعين على حصار طرابلس التي صمدت في وجه ضربات الجيوش الإسلامية، فرفض طلبه، ونصحه بإصلاح الحصون الساحليَّة القديمة التي تركها العدو عوض ذلك، وإنشاء مناظر لمراقَبة الأعداء، واتخاذ المواقيد لطلب الإمداد إذا حدث هجوم مفاجئ. وبعد وفاة عُمر عاود مُعاوية الكتابة إلى عُثمان بن عفَّان يستأذنه في فتح جزيرة قبرص، ولكن الخليفة كرر الأمر بالالتزام بالسياسة الدفاعيَّة المقرَّرة، ولكن بعد أن زاد تهديد الروم لسواحل الشام وافق الخليفة على بناء أُسطول إسلامي، على أن لا يجبر الوالي المسلمين على ركوب البحر، إلَّا باختيارهم، فشُيِّدَ أسطولٌ قويّ فُتِحتا به جزيرتا قبرص ورودس، ولمَّا اشتبك ذلك الأسطول مع أسطول الروم في مياه الإسكندريَّة تمكَّن من إنزال الهزيمة الفادحة به، وأضحى سيِّدَ البحر المتوسّط دون مُنازع.
لمعت أسماءُ عدَّةِ قادةٍ عسكريين في الجيش الإسلامي الراشدي، وخُلِّدَ ذكرهم في التاريخ إلى جانب الفاتحين الكبار قديمًا؛ مثل: الإسكندر الأكبر وحنبعل ويوليوس قيصر وأغسطس قيصر، ونابليون الأوَّل حديثًا، ومنهم: خالد بن الوليد وأبي عُبيدة بن الجرَّاح وعمرو بن العاص وسعد بن أبي وقَّاص، وهم الذين أظهروا من النبوغ والمهارة في قيادة الجيوش وفنون الحرب ما دفع المؤرخين إلى وضع أسمائهم إلى جانب أسماء الفاتحين الكِبار.

## الآراء حول الخلافة الراشدة
الآراء حول الخِلافة الراشدة هي ذاتها الآراء التي تتناول الخُلفاء الراشدين إلى حدٍ كبير، ويُمكنُ تقسيمها إلى قسمين: رأي المُسلمين ورأي غير المُسلمين، ورأيُ المُسلمين بدوره يمكنُ تقسيمه إلى رأي السُنَّة ورأي الشيعة، والأخير أيضًا يُقسم إلى رأي الشيعة الجعفريَّة (الاثنا عشريَّة والإسماعيليَّة)، ورأي الزيديَّة.
- رأي أهل السُنَّة والجماعة: يعد عُلماء المذاهب الأربعة لأهل السُنَّة والجماعة (الحنفيَّة والشافعيَّة والمالكيَّة والحنابلة) دولة الخِلافة الراشدة أعدل دول الخِلافة الإسلاميَّة على الإطلاق وأصحّها تطبيقًا لنهج الإسلام وأكثرها تسامحًا وقِسطًا، وأنَّ الخُلفاء الراشدين جميعَهم سواسية، لا فضل لأحدٍ منهم على الآخر، وأنَّ ما حصل في عهد عليّ بن أبي طالب إنَّما هو خِلافٌ سياسيّ دُنيوي يقع في أي عهد وأية دولة وعند أي حاكم، وبناءً عليه فإنَّهم يقولون بترك الحكم لله في خِلاف مُعاوية وعليّ، دون المُغالاة في حُب أو كره أحدهما. وفي حديثٍ عن الإمام أحمد بن حنبل، نقلًا عن سفينة أبي عبد الرحمن، أنَّه قال: «قال رسول الله ﷺ: "الْخِلاَفَةُ فِي أُمّتِي ثَلاَثُونَ سَنَةً، ثُمّ مُلْكٌ بَعْدَ ذَلِكَ". ثُمّ قَالَ سَفِينَةُ: "امْسِكْ عَلَيْكَ خِلاَفَةَ أَبي بَكْرٍ"، ثُمّ قَالَ: "وَخِلاَفةَ عُمَرَ وَخِلاَفَةَ عُثْمانَ"، ثُمّ قَالَ لي: "امسِكْ خِلاَفَةَ عَلِيّ قال: فَوَجَدْنَاهَا ثَلاَثِينَ سَنَةً"».[200][201]
- رأي الشيعة الجعفريَّة: يرى جمهور عُلماء الشيعة الجعفريَّة أنَّ الخِلافة كانت من حق عليّ بن أبي طالب ونسله من بعده، لأنَّهم يؤمنون بأن النبي مُحمَّد أوصى له بها بعد وفاته، وبهذا فإنَّ الاعتقاد بها أصل من أصول المذهب الجعفري. ويعد العُلماء الجعفريّون أنَّ خِلافة أبي بكر وعُمر وعُثمان خِلافة غير صحيحة، ويتخذون منهم موقفًا سلبيًّا يصل عند البعض إلى حد اللعن والسَّب، ويقولون باغتصابهم الخِلافةَ من عليّ، الذي هو أفضل الخلق بعد مُحمَّد. وقد خالف بعضُ عُلماء الجعفريَّة هذا المُعتقد، فقالوا بشيءٍ قريب لما يقوله أهل السُنَّة، وهو عدم جواز التبرّؤ من الراشدين الثلاثة الأوائل، وعدم جواز سبِّهم، مع حفاظهم على أصل العقيدة الجعفريَّة وهي إمامة عليّ بن أبي طالب، ومن الذين قالوا بذلك: العلَّامة محمد حسين فضل الله؛ على سبيل المِثال.
- رأي الشيعة الزيديَّة: يؤمنُ الزيديَّة «بإمامة المفضول مع وجود الأفضل»؛ فهم يقرّون بصحَّة خِلافة أبي بكر وعُمر وعُثمان ولا يسبّونهم ولا يتبرؤون منهم، وفي هذا يتفقون مع موقف السُنَّة، لكنهم يعتقدون بأنَّ عليًّا أحق منهم في الخِلافة، وبهذا يتفقون مع الجعفريَّة.[202]
- رأي المسيحيِّين: تنعَّمَ المسيحيّون في العقود الستَّة الأولى لفتح الشام والعراق ومصر بالسلام والطمأنينة، ولم تتبدّل أوضاعهم كثيرًا، سوى أنّ الضرائب المترتّبة عليهم أصبحت تُدفع إلى العرب بدلًا من البيزنطيّين، وكانت لاتزال مُحتملة ولم تتزايد وتتضاعف إلَّا في أواسط العهد الأموي تقريبًا.[203] وقد التزم الخُلفاء الراشدون بالعهد الذي قطعهُ النبيُّ مُحمَّد لنصارى نجران، والذي يُشيرُ الباحثون أنَّهُ كان مُلزمًا للمُسلمين في كُلِّ زمانٍ ومكانٍ حتى قيام الساعة، وبناءً على ذلك حافظ الراشدون على كنائس وصوامع وأديرة المسيحيين، وأعفوا الرُهبان والمُتصوفين والبطاركة من الجزية، كما جاء في نص العهد.[204] لهذا يتخذ الباحثون المسيحيّون المشرقيّون بالأخص موقفًا إيجابيًّا من الخِلافة الراشدة والخُلفاء الراشدين.
- رأي المُوحدين الدروز: يقول الدروز إنَّ الله أعلم إن كان عُمر وأبو بكر وعُثمان هم أحق من عليّ بالخلافة أم العكس صحيح، وأنَّ العُمر محتوم عملًا بالآية القُرآنيَّة: ﴿وَلَن يُؤَخِّرَ اللَّهُ نَفْسًا إِذَا جَاءَ أَجَلُهَا﴾، وبما أنَّ أبا بكر وعُمر وعُثمان توفوا في حياة عليّ فلو وُليَ عليٌّ الخِلافة بعد النبيّ مُحمَّد لكان أبو بكر وعُمر وعُثمان توفوا في حياته، ولم يتسنَّ لهم تأدية رسالتهم إلى الأمَّة الإسلاميَّة، وما كان الإسلام قد بلغ مبلغه، لذلك قضت مشيئة الله أن يكونوا قبله. وهم يُفضلون الخُلفاء الأربعة حسب ترتيبهم بالخِلافة، ولكن في ذات الوقت لا يُفضلونهم في المنزلة، بل يعتقدون أنَّ عليًّا أعلى منهم.[205] وبهذا فإنَّ موقف الدروز تجاه الخِلافة الراشدة ليس بموقفٍ سلبيّ ولا إيجابيّ مُطلق.

### حواشٍ
- 1: يفترض المؤرخين والباحثين وجود عدَّة عوامل دفعت الأنصار للاجتماع على عجل، لعلَّ أهمَّها: شعورهم بأنَّهم بحاجة ماسَّة إلى اختيار خليفة يتولّى شؤون المدينة وأمر المسلمين لا سيَّما وأنَّ مدينتهم مُهددة بعد وفاة النبي من الأعراب ورجال القبائل بوصفها العاصمة الإسلاميَّة، كما أنَّ كثيرًا من الأعراب ومُعظم رجال القبائل لم يؤمنوا، وأنَّما أسلموا بلسانهم خوفًا من قوَّة المسلمين المُتنامية. كما أنَّهم أدركوا أنَّهم مُهددون قبل غيرهم من أولئك لأنَّهم كانوا السند للرسول، وهم الذين ناصروه واستطاعوا مع المُهاجرين أن يضعوا نواة الدولة الإسلاميَّة الأولى، التي تمكنت من إخضاعهم والسيطرة على ديارهم. بالإضافة إلى أنَّهم رأوا أنَّهم أصحاب المدينة وأصحاب الغَلَبة والنفوذ فيها، وأنَّهم ما زالوا أصحاب الضرع والزرع، وأنَّ الحكم حقٌ لهم دون غيرهم وأنَّه لا يجوز لغيرهم أن يحكمهم في بلدهم بعد وفاة النبي، ولأنَّهم من السبَّاقين إلى الإسلام، وهم من نصر النبيّ وأصحابه، وإيوائهم له، وإليهم كانت الهجرة، وما نتج عن ذلك من فضائل لم تتوافر لأي قبيلة عربيَّة أخرى. وأخيرًا أرادوا تحاشي هيمنة قريش الظاهرة منذ فتح مكَّة والتي ارتضوها احترامًا للنبي، وخشوا إن انتُخب مُرشَّح قُرشي من المُهاجرين أن يستبد بالأمر، فيقعوا تحت سيطرة قُريش التي حاربوها ثماني سنوات، مما يُهدد باختلال التوازن لغير مصلحتهم في المرحلة القادمة.
- 2: من الثوابت المُتفق عليها أنَّ عليّ بن أبي طالب كان همّه الأساس وحدة المسلمين وعدم تفرّقهم وتشتتهم، وهذا ما يستند إليه الكثير من العُلماء المُسلمين عند الحديث عن مُبايعة عليّ لأبي بكر، فقد استمرّ عليّ طيلة عهد خلافة أبي بكر يبذل النصيحة والمشورة له، وخرج معه إلى ذي القصة عند بدء حروب الردَّة، وشهد معه الصلوات. وفي مصادر أهل السنَّة أنَّ عليًّا كان أوَّل من عمل على وأد الفتنة والانقسام بين المُسلمين عند مُبايعة أبي بكر، لذلك رفض مُبايعة بني هاشم له عندما طلب عمّه العبَّاس أن يبسط يده ليُبايعه، كما رفض طلب أبي سُفيان بن حرب بن أميَّة أن يبسط يده ليُبايعه ولينصره بالرجال والخيل، وكان جوابه له: «لَطَالَمَا عَادَيْتَ الإِسْلامَ وَأَهْلَهُ يَا أَبَا سُفْيَانَ، فَلَمْ يَضُرَّهُ شَيْئًا إِنَّا وَجَدْنَا أَبَا بَكْرٍ لَهَا أَهْلا».
- 3: التقى الجمعان، المُسلمون والبيزنطيون، ونهر الفُرات يفصل بينهما، فتحدّى الروم خالدًا بأن يعبر إليهم. لكن فطنته الحربيَّة جعلته يثبت في مكانه ويطلب إليهم العبور، فما أن عبروا حتّى حلَّت بهم الهزيمة، ورجع خالد إلى الحيرة.
- 4: كان النُعمان بن بشير قد خرج من المدينة المنوَّرة ومعه قميص عُثمان مُضمَّخ بدمه ومعه أصابع نائلة زوجة عُثمان التي قُطعت وهي تُدافع عنه بيدها، وورد به على معاوية بالشام. فوضعه مُعاوية على المنبر ليراه الناس وعلَّق الأصابع في كُمّ القميص. وبدأت الدعوة للأخذ بالثأر.

### الكتب
- ابن الأثير، عز الدين أبو الحسن علي بن محمد بن أبي الكرم الشيباني (1979). الكامل في التاريخ – المجلد الثاني. دار صادر.
- ابن الأثير، عز الدين أبو الحسن علي بن محمد بن أبي الكرم الشيباني (1979). الكامل في التاريخ – المجلد الثالث. دار صادر.
- فصل الخطاب في سيرة عمر بن الخطاب (الطبعة الأولى سنة 2002). علي محمد محمد الصلابي. مكتبة الصحابة، مكتبة التابعين. {{استشهاد بكتاب}}: تحقق من التاريخ في: |سنة= (مساعدة)
- أحمد عادل كمال (الطبعة الثالثة سنة 1985). الطريق إلى دمشق. دار النفائس. {{استشهاد بكتاب}}: تحقق من التاريخ في: |سنة= (مساعدة)
- أكرم، آغا إبراهيم (1982)، سيف الله: خالد بن الوليد – دراسة عسكرية تاريخية عن معاركه وحياته، مؤسسة الرسالة، ISBN:0195977149
- محمود، شاكر (2000). التاريخ الإسلامي - ج9: مفاهيم حول الحكم الإسلامي. الطبعة الرابعة، المكتب الإسلامي، دمشق - سوريا. مؤرشف من الأصل في 2020-03-10.

## وصلات خارجيَّة
- كتاب: العلاقات العربيَّة اليهوديَّة حتى نهاية عهد الخُلفاء الراشدين. تأليف الدكتور صالح موسى درادكه، رئيس قسم التاريخ في الجامعة الأردنيَّة.
- مقال: زمن الخلافة الراشدة.. مدة أم فترة؟  جريدة الشروق المصريَّة، بقلم: جمال قطب. تاريخ النشر: الأربعاء 8 أغسطس 2012م.
- مقال: الخلافة الراشدة والمُجتمع الراشد. مشروع النهضة، تأليف: محمد الشنقيطي. تاريخ التحرير: الثلاثاء 17 أغسطس 2010م.
- دراسة: حصر «الخلافة الراشدة» بأربعة مفهوم تاريخي .. لا تنصيص شرعي. تأليف: الشيخ الدكتور طه حامد الدُليمي. تاريخ التحرير: السبت 23 مارس 2013م.
- مقالة: الإنجازات التنموية الرائدة في عصر الخلافة الراشدة. شبكة صيد الفوائد. تأليف: محمَّد بن حسن المُبارك.